# ترکیب تیم‌های والیبال قهرمانی مردان جهان ۲۰۱۴
ترکیب تیم‌های والیبال قهرمانی مردان جهان ۲۰۱۴ (انگلیسی: 2014 FIVB Volleyball Men's World Championship squads) این مقاله فهرست اسامی بازیکنان و آمار همه تیم‌های شرکت‌کننده در مسابقات قهرمانی جهان ۲۰۱۴ لهستان نشان می‌دهد.

## گلدان A

### لهستان
فهرست تیم ملی لهستان در قهرمانی جهان:
سرمربی:  استفان آنتیگا
| شماره. | نام                 | تاریخ تولد      | قد                       | وزن                   | اسپک                    | دفاع                    | باشگاه ۲۰۱۴          |
| ------ | ------------------- | --------------- | ------------------------ | --------------------- | ----------------------- | ----------------------- | -------------------- |
| ۱      | پیوتر نواکوفسکی     | ۱۸ دسامبر ۱۹۸۷  | ۲٫۰۵ متر (۶ فوت ۹ اینچ)  | ۹۰ کیلوگرم (۲۰۰ پوند) | ۳۵۵ سانتیمتر (۱۴۰ اینچ) | ۳۴۰ سانتیمتر (۱۳۰ اینچ) | آسیکو رسوویا ژشوف    |
| ۲      | میخال وینیارسکی (C) | ۲۸ سپتامبر ۱۹۸۳ | ۲٫۰۰ متر (۶ فوت ۷ اینچ)  | ۸۲ کیلوگرم (۱۸۱ پوند) | ۳۴۵ سانتیمتر (۱۳۶ اینچ) | ۳۳۲ سانتیمتر (۱۳۱ اینچ) | نووی اورنگوی         |
| ۳      | داوید کونارسکی      | ۳۱ اوت ۱۹۸۹     | ۱٫۹۸ متر (۶ فوت ۶ اینچ)  | ۹۳ کیلوگرم (۲۰۵ پوند) | ۳۵۳ سانتیمتر (۱۳۹ اینچ) | ۳۲۰ سانتیمتر (۱۳۰ اینچ) | آسیکو رسوویا ژشوف    |
| ۵      | پاول زاگومنی        | ۱۸ اکتبر ۱۹۷۷   | ۲٫۰۰ متر (۶ فوت ۷ اینچ)  | ۸۸ کیلوگرم (۱۹۴ پوند) | ۳۳۶ سانتیمتر (۱۳۲ اینچ) | ۳۱۷ سانتیمتر (۱۲۵ اینچ) | زاکسا کیدژیرژن کوژله |
| ۷      | کارول کلوس          | ۸ اوت ۱۹۸۹      | ۲٫۰۱ متر (۶ فوت ۷ اینچ)  | ۸۷ کیلوگرم (۱۹۲ پوند) | ۳۵۷ سانتیمتر (۱۴۱ اینچ) | ۳۲۶ سانتیمتر (۱۲۸ اینچ) | اسکرا بلچاتوف        |
| ۸      | آندرژی ورونا        | ۲۷ دسامبر ۱۹۸۸  | ۲٫۰۵ متر (۶ فوت ۹ اینچ)  | ۹۵ کیلوگرم (۲۰۹ پوند) | ۳۵۰ سانتیمتر (۱۴۰ اینچ) | ۲۶۵ سانتیمتر (۱۰۴ اینچ) | اسکرا بلچاتوف        |
| ۱۰     | ماریوش ولازلی       | ۴ اوت ۱۹۸۳      | ۱٫۹۴ متر (۶ فوت ۴ اینچ)  | ۸۰ کیلوگرم (۱۸۰ پوند) | ۳۶۰ سانتیمتر (۱۴۰ اینچ) | ۳۲۹ سانتیمتر (۱۳۰ اینچ) | اسکرا بلچاتوف        |
| ۱۱     | فابین دژیزگا        | ۳ ژانویه ۱۹۹۰   | ۱٫۹۶ متر (۶ فوت ۵ اینچ)  | ۹۰ کیلوگرم (۲۰۰ پوند) | ۳۲۵ سانتیمتر (۱۲۸ اینچ) | ۳۰۴ سانتیمتر (۱۲۰ اینچ) | آسیکو رسوویا ژشوف    |
| ۱۳     | میخال کوبیاک        | ۲۳ فوریه ۱۹۸۸   | ۱٫۹۱ متر (۶ فوت ۳ اینچ)  | ۸۰ کیلوگرم (۱۸۰ پوند) | ۳۲۸ سانتیمتر (۱۲۹ اینچ) | ۳۱۲ سانتیمتر (۱۲۳ اینچ) | یازچمبسکی ونگل       |
| ۱۶     | کریشتوف ایگناچاک    | ۱۵ مه ۱۹۷۸      | ۱٫۸۸ متر (۶ فوت ۲ اینچ)  | ۸۶ کیلوگرم (۱۹۰ پوند) | ۳۳۰ سانتیمتر (۱۳۰ اینچ) | ۳۱۵ سانتیمتر (۱۲۴ اینچ) | آسیکو رسوویا ژشوف    |
| ۱۷     | پاول زاتورسکی       | ۲۱ ژوئن ۱۹۹۰    | ۱٫۸۴ متر (۶ فوت ۰ اینچ)  | ۷۳ کیلوگرم (۱۶۱ پوند) | ۳۲۸ سانتیمتر (۱۲۹ اینچ) | ۳۰۴ سانتیمتر (۱۲۰ اینچ) | اسکرا بلچاتوف        |
| ۱۸     | مارسین مژدونک       | ۹ فوریه ۱۹۸۵    | ۲٫۱۱ متر (۶ فوت ۱۱ اینچ) | ۹۳ کیلوگرم (۲۰۵ پوند) | ۳۵۸ سانتیمتر (۱۴۱ اینچ) | ۳۳۸ سانتیمتر (۱۳۳ اینچ) | زاکسا کیدژیرژن کوژله |
| ۲۰     | متئوش میکا          | ۲۱ ژانویه ۱۹۹۱  | ۲٫۰۶ متر (۶ فوت ۹ اینچ)  | ۸۶ کیلوگرم (۱۹۰ پوند) | ۳۵۲ سانتیمتر (۱۳۹ اینچ) | ۳۲۰ سانتیمتر (۱۳۰ اینچ) | مونپلیه              |
| ۲۱     | رافال بوشک          | ۲۸ آوریل ۱۹۸۷   | ۱٫۹۴ متر (۶ فوت ۴ اینچ)  | ۸۱ کیلوگرم (۱۷۹ پوند) | ۳۴۵ سانتیمتر (۱۳۶ اینچ) | ۳۲۷ سانتیمتر (۱۲۹ اینچ) | یندیکپل آزتس اولشتین |

### آرژانتین
فهرست تیم ملی آرژانتین در قهرمانی جهان:
سرمربی: خولیو ولاسکو
| شماره. | نام                | تاریخ تولد     | قد                       | وزن                   | اسپک                    | دفاع                    | باشگاه ۲۰۱۴         |
| ------ | ------------------ | -------------- | ------------------------ | --------------------- | ----------------------- | ----------------------- | ------------------- |
| ۱      | سانتیاگو دارایدو   | ۲۴ نوامبر ۱۹۸۰ | ۱٫۹۴ متر (۶ فوت ۴ اینچ)  | ۹۵ کیلوگرم (۲۰۹ پوند) | ۳۴۵ سانتیمتر (۱۳۶ اینچ) | ۳۵۵ سانتیمتر (۱۴۰ اینچ) | سارمینتو درزیستنسیا |
| ۲      | خاویر فیلاردی (C)  | ۷ فوریه ۱۹۸۰   | ۱٫۹۰ متر (۶ فوت ۳ اینچ)  | ۸۹ کیلوگرم (۱۹۶ پوند) | ۳۴۰ سانتیمتر (۱۳۰ اینچ) | ۳۱۸ سانتیمتر (۱۲۵ اینچ) | یو پی سی ان سن خوان |
| ۳      | گوستاوو پورپوراتو  | ۷ مه ۱۹۸۱      | ۱٫۹۹ متر (۶ فوت ۶ اینچ)  | ۹۴ کیلوگرم (۲۰۷ پوند) | ۳۶۵ سانتیمتر (۱۴۴ اینچ) | ۲۶۰ سانتیمتر (۱۰۰ اینچ) | فورموسا             |
| ۴      | سباستین گاروک      | ۲۷ نوامبر ۱۹۷۹ | ۱٫۷۰ متر (۵ فوت ۷ اینچ)  | ۶۳ کیلوگرم (۱۳۹ پوند) | ۳۲۰ سانتیمتر (۱۳۰ اینچ) | ۳۰۲ سانتیمتر (۱۱۹ اینچ) | یو پی سی ان سن خوان |
| ۵      | نیکولاس اوریارته   | ۲۱ مارس ۱۹۹۰   | ۱٫۹۲ متر (۶ فوت ۴ اینچ)  | ۸۲ کیلوگرم (۱۸۱ پوند) | ۳۴۶ سانتیمتر (۱۳۶ اینچ) | ۳۲۶ سانتیمتر (۱۲۸ اینچ) | اسکرا بلچاتوف       |
| ۷      | فاکوندو کونته      | ۲۵ اوت ۱۹۸۹    | ۱٫۹۸ متر (۶ فوت ۶ اینچ)  | ۹۰ کیلوگرم (۲۰۰ پوند) | ۳۵۰ سانتیمتر (۱۴۰ اینچ) | ۳۲۶ سانتیمتر (۱۲۸ اینچ) | اسکرا بلچاتوف       |
| ۹      | رودریگو کویروگا    | ۲۳ مارس ۱۹۸۷   | ۱٫۹۰ متر (۶ فوت ۳ اینچ)  | ۸۶ کیلوگرم (۱۹۰ پوند) | ۳۴۵ سانتیمتر (۱۳۶ اینچ) | ۳۲۱ سانتیمتر (۱۲۶ اینچ) | مارینگا             |
| ۱۰     | خوزه لوئیس گونزالس | ۲۷ دسامبر ۱۹۸۴ | ۲٫۰۶ متر (۶ فوت ۹ اینچ)  | ۹۷ کیلوگرم (۲۱۴ پوند) | ۳۵۰ سانتیمتر (۱۴۰ اینچ) | ۳۳۳ سانتیمتر (۱۳۱ اینچ) | بیلسکو-بیالا        |
| ۱۱     | سباستین سوله       | ۱۲ ژوئن ۱۹۹۱   | ۲٫۰۲ متر (۶ فوت ۸ اینچ)  | ۸۸ کیلوگرم (۱۹۴ پوند) | ۳۵۰ سانتیمتر (۱۴۰ اینچ) | ۳۲۸ سانتیمتر (۱۲۹ اینچ) | ترنتینو             |
| ۱۴     | پابلو کرر          | ۱۲ ژوئن ۱۹۸۹   | ۲٫۰۵ متر (۶ فوت ۹ اینچ)  | ۷۸ کیلوگرم (۱۷۲ پوند) | ۳۵۰ سانتیمتر (۱۴۰ اینچ) | ۳۳۰ سانتیمتر (۱۳۰ اینچ) | کالیپو والنتیا      |
| ۱۵     | لوسیانو دچکو       | ۲ ژوئن ۱۹۸۸    | ۱٫۹۴ متر (۶ فوت ۴ اینچ)  | ۸۹ کیلوگرم (۱۹۶ پوند) | ۳۳۳ سانتیمتر (۱۳۱ اینچ) | ۳۱۵ سانتیمتر (۱۲۴ اینچ) | پیاچنزا             |
| ۱۶     | مارتین راموس       | ۲۶ اوت ۱۹۹۱    | ۱٫۹۷ متر (۶ فوت ۶ اینچ)  | ۹۵ کیلوگرم (۲۰۹ پوند) | ۳۴۰ سانتیمتر (۱۳۰ اینچ) | ۳۱۵ سانتیمتر (۱۲۴ اینچ) | یو پی سی ان سن خوان |
| ۲۰     | الخاندرو تورو      | ۲۰ ژوئیه ۱۹۸۹  | ۱٫۹۰ متر (۶ فوت ۳ اینچ)  | ۸۸ کیلوگرم (۱۹۴ پوند) | ۳۲۶ سانتیمتر (۱۲۸ اینچ) | ۳۰۸ سانتیمتر (۱۲۱ اینچ) | لوماس               |
| ۲۱     | سباستین کلوستر     | ۱۳ مه ۱۹۸۹     | ۱٫۸۰ متر (۵ فوت ۱۱ اینچ) | ۶۶ کیلوگرم (۱۴۶ پوند) | ۲۹۶ سانتیمتر (۱۱۷ اینچ) | ۲۷۸ سانتیمتر (۱۰۹ اینچ) | سیوداد دبولیوار     |

### صربستان
فهرست تیم ملی صربستان در قهرمانی جهان:
سرمربی:  ایگور کولاکوویچ
| شماره. | نام                   | تاریخ تولد     | قد                      | وزن                   | اسپک                    | دفاع                    | باشگاه ۲۰۱۴            |
| ------ | --------------------- | -------------- | ----------------------- | --------------------- | ----------------------- | ----------------------- | ---------------------- |
| ۱      | نیکولا کواچویچ        | ۱۴ فوریه ۱۹۸۳  | ۱٫۹۳ متر (۶ فوت ۴ اینچ) | ۷۸ کیلوگرم (۱۷۲ پوند) | ۳۵۰ سانتیمتر (۱۴۰ اینچ) | ۳۴۰ سانتیمتر (۱۳۰ اینچ) | ورونا                  |
| ۲      | اوروش کواچویچ         | ۶ مه ۱۹۹۳      | ۱٫۹۷ متر (۶ فوت ۶ اینچ) | ۹۰ کیلوگرم (۲۰۰ پوند) | ۳۴۰ سانتیمتر (۱۳۰ اینچ) | ۳۱۰ سانتیمتر (۱۲۰ اینچ) | مودنا                  |
| ۳      | مارکو ایوویچ          | ۲۲ دسامبر ۱۹۹۰ | ۱٫۹۲ متر (۶ فوت ۴ اینچ) | ۸۹ کیلوگرم (۱۹۶ پوند) | ۳۵۰ سانتیمتر (۱۴۰ اینچ) | ۳۳۰ سانتیمتر (۱۳۰ اینچ) | پاریس                  |
| ۴      | نمانیا پتریچ          | ۲۸ ژوئیه ۱۹۸۷  | ۲٫۰۲ متر (۶ فوت ۸ اینچ) | ۸۶ کیلوگرم (۱۹۰ پوند) | ۳۳۳ سانتیمتر (۱۳۱ اینچ) | ۳۲۰ سانتیمتر (۱۳۰ اینچ) | سر سافتی پروجا         |
| ۵      | ولادو پتکوویچ         | ۶ ژانویه ۱۹۸۳  | ۱٫۹۸ متر (۶ فوت ۶ اینچ) | ۹۷ کیلوگرم (۲۱۴ پوند) | ۳۲۵ سانتیمتر (۱۲۸ اینچ) | ۳۱۸ سانتیمتر (۱۲۵ اینچ) | شهرداری ارومیه         |
| ۷      | دراگان استانکوویچ (C) | ۱۸ اکتبر ۱۹۸۵  | ۲٫۰۵ متر (۶ فوت ۹ اینچ) | ۸۰ کیلوگرم (۱۸۰ پوند) | ۳۴۳ سانتیمتر (۱۳۵ اینچ) | ۳۳۳ سانتیمتر (۱۳۱ اینچ) | لوبه بانکا ماچراتا     |
| ۹      | نیکولا یوویچ          | ۱۳ فوریه ۱۹۹۲  | ۱٫۹۷ متر (۶ فوت ۶ اینچ) | ۷۵ کیلوگرم (۱۶۵ پوند) | ۳۳۵ سانتیمتر (۱۳۲ اینچ) | ۳۱۵ سانتیمتر (۱۲۴ اینچ) | اشتوتگارت فریدریشسهافن |
| ۱۰     | میلوش نیکیچ           | ۳۱ مارس ۱۹۸۶   | ۱٫۹۴ متر (۶ فوت ۴ اینچ) | ۷۹ کیلوگرم (۱۷۴ پوند) | ۳۵۰ سانتیمتر (۱۴۰ اینچ) | ۳۳۰ سانتیمتر (۱۳۰ اینچ) | نیژنی نووگورود         |
| ۱۴     | الکساندر آتاناسیویچ   | ۴ سپتامبر ۱۹۹۱ | ۲٫۰۰ متر (۶ فوت ۷ اینچ) | ۹۲ کیلوگرم (۲۰۳ پوند) | ۳۵۰ سانتیمتر (۱۴۰ اینچ) | ۳۲۹ سانتیمتر (۱۳۰ اینچ) | سر سافتی پروجا         |
| ۱۵     | ساشا استارویچ         | ۱۹ اکتبر ۱۹۸۸  | ۲٫۰۷ متر (۶ فوت ۹ اینچ) | ۸۹ کیلوگرم (۱۹۶ پوند) | ۳۳۵ سانتیمتر (۱۳۲ اینچ) | ۳۲۱ سانتیمتر (۱۲۶ اینچ) | لاتینا                 |
| ۱۷     | نون مایستوروویچ       | ۱۷ مارس ۱۹۸۹   | ۱٫۹۲ متر (۶ فوت ۴ اینچ) | ۸۳ کیلوگرم (۱۸۳ پوند) | ۳۳۵ سانتیمتر (۱۳۲ اینچ) | ۳۱۵ سانتیمتر (۱۲۴ اینچ) | پارتیزان               |
| ۱۸     | مارکو پودراشچانین     | ۲۹ اوت ۱۹۸۷    | ۲٫۰۴ متر (۶ فوت ۸ اینچ) | ۹۲ کیلوگرم (۲۰۳ پوند) | ۳۴۳ سانتیمتر (۱۳۵ اینچ) | ۳۲۶ سانتیمتر (۱۲۸ اینچ) | لوبه بانکا ماچراتا     |
| ۱۹     | نیکولا روسیچ          | ۵ اوت ۱۹۸۴     | ۱٫۹۲ متر (۶ فوت ۴ اینچ) | ۸۵ کیلوگرم (۱۸۷ پوند) | ۳۲۸ سانتیمتر (۱۲۹ اینچ) | ۳۱۵ سانتیمتر (۱۲۴ اینچ) | لوگانو                 |
| ۲۰     | سرچکو لیسیناچ         | ۱۷ مه ۱۹۹۲     | ۲٫۰۵ متر (۶ فوت ۹ اینچ) | ۷۹ کیلوگرم (۱۷۴ پوند) | ۳۴۵ سانتیمتر (۱۳۶ اینچ) | ۳۳۵ سانتیمتر (۱۳۲ اینچ) | شارلوتنبرگ برلین       |

### استرالیا
فهرست تیم ملی استرالیا در قهرمانی جهان:
سرمربی:  جان اوریارته
| شماره. | نام               | تاریخ تولد      | قد                       | وزن                    | اسپک                    | دفاع                    | باشگاه ۲۰۱۴          |
| ------ | ----------------- | --------------- | ------------------------ | ---------------------- | ----------------------- | ----------------------- | -------------------- |
| ۱      | آیدان زینگل (C)   | ۱۹ نوامبر ۱۹۹۰  | ۲٫۰۷ متر (۶ فوت ۹ اینچ)  | ۱۰۰ کیلوگرم (۲۲۰ پوند) | ۳۶۱ سانتیمتر (۱۴۲ اینچ) | ۳۴۶ سانتیمتر (۱۳۶ اینچ) | ورونا                |
| ۳      | ناتان روبرتز      | ۱۷ فوریه ۱۹۸۶   | ۱٫۹۹ متر (۶ فوت ۶ اینچ)  | ۹۰ کیلوگرم (۲۰۰ پوند)  | ۳۴۲ سانتیمتر (۱۳۵ اینچ) | ۳۲۸ سانتیمتر (۱۲۹ اینچ) | لوگانو               |
| ۵      | تراویس پاسیر      | ۲۶ آوریل ۱۹۸۹   | ۲٫۰۶ متر (۶ فوت ۹ اینچ)  | ۹۹ کیلوگرم (۲۱۸ پوند)  | ۳۵۱ سانتیمتر (۱۳۸ اینچ) | ۳۴۰ سانتیمتر (۱۳۰ اینچ) | موسسه ورزشی استرالیا |
| ۶      | توماس ادگار       | ۲۱ ژوئن ۱۹۸۹    | ۲٫۱۲ متر (۶ فوت ۱۱ اینچ) | ۱۰۶ کیلوگرم (۲۳۴ پوند) | ۳۵۷ سانتیمتر (۱۴۱ اینچ) | ۳۴۱ سانتیمتر (۱۳۴ اینچ) | لیگ ایشورنتس گریتس   |
| ۷      | هریسون پیکوک      | ۳۱ ژانویه ۱۹۹۱  | ۱٫۹۲ متر (۶ فوت ۴ اینچ)  | ۸۷ کیلوگرم (۱۹۲ پوند)  | ۳۵۳ سانتیمتر (۱۳۹ اینچ) | ۳۳۹ سانتیمتر (۱۳۳ اینچ) | موسسه ورزشی استرالیا |
| ۹      | آدام وایت         | ۸ نوامبر ۱۹۸۹   | ۲٫۰۳ متر (۶ فوت ۸ اینچ)  | ۸۹ کیلوگرم (۱۹۶ پوند)  | ۳۵۱ سانتیمتر (۱۳۸ اینچ) | ۳۳۶ سانتیمتر (۱۳۲ اینچ) | ورونا                |
| ۱۱     | لوک پری           | ۲۰ نوامبر ۱۹۹۵  | ۱٫۸۰ متر (۵ فوت ۱۱ اینچ) | ۷۵ کیلوگرم (۱۶۵ پوند)  | ۳۳۰ سانتیمتر (۱۳۰ اینچ) | ۳۱۵ سانتیمتر (۱۲۴ اینچ) | موسسه ورزشی استرالیا |
| ۱۲     | نحمیا موت         | ۲۱ ژوئن ۱۹۹۳    | ۲٫۰۴ متر (۶ فوت ۸ اینچ)  | ۹۱ کیلوگرم (۲۰۱ پوند)  | ۳۶۲ سانتیمتر (۱۴۳ اینچ) | ۳۵۴ سانتیمتر (۱۳۹ اینچ) | موسسه ورزشی استرالیا |
| ۱۴     | گریگوری سوکوچف    | ۱۸ فوریه ۱۹۸۸   | ۱٫۹۶ متر (۶ فوت ۵ اینچ)  | ۸۶ کیلوگرم (۱۹۰ پوند)  | ۳۴۰ سانتیمتر (۱۳۰ اینچ) | ۳۲۹ سانتیمتر (۱۳۰ اینچ) | لیز                  |
| ۱۵     | توماس داگلاس-پاول | ۱۶ سپتامبر ۱۹۹۲ | ۱٫۹۴ متر (۶ فوت ۴ اینچ)  | ۸۲ کیلوگرم (۱۸۱ پوند)  | ۳۵۶ سانتیمتر (۱۴۰ اینچ) | ۳۳۲ سانتیمتر (۱۳۱ اینچ) | دانشگاه وینیپگ       |
| ۱۶     | لوک اسمیت         | ۳۰ اوت ۱۹۹۰     | ۲٫۰۴ متر (۶ فوت ۸ اینچ)  | ۹۵ کیلوگرم (۲۰۹ پوند)  | ۳۶۰ سانتیمتر (۱۴۰ اینچ) | ۳۴۲ سانتیمتر (۱۳۵ اینچ) | پریبرام              |
| ۱۷     | پل کارول          | ۱۶ مه ۱۹۸۶      | ۲٫۰۷ متر (۶ فوت ۹ اینچ)  | ۹۸ کیلوگرم (۲۱۶ پوند)  | ۳۵۴ سانتیمتر (۱۳۹ اینچ) | ۳۴۰ سانتیمتر (۱۳۰ اینچ) | شارلوتنبرگ برلین     |

### کامرون
فهرست تیم ملی کامرون در قهرمانی جهان:
سرمربی:  پیتر نونبرویخ
| شماره. | نام                          | تاریخ تولد      | قد                       | وزن                    | اسپک                    | دفاع                    | باشگاه ۲۰۱۴          |
| ------ | ---------------------------- | --------------- | ------------------------ | ---------------------- | ----------------------- | ----------------------- | -------------------- |
| ۱      | اولیویر نونگنی زانگویم مفانی | ۹ فوریه ۱۹۸۷    | ۲٫۰۰ متر (۶ فوت ۷ اینچ)  | ۱۱۰ کیلوگرم (۲۴۰ پوند) | ۳۵۵ سانتیمتر (۱۴۰ اینچ) | ۳۳۰ سانتیمتر (۱۳۰ اینچ) | کامرون اسپورت        |
| ۲      | احمد آول مبیوتنگم            | ۲۳ آوریل ۱۹۹۰   | ۱٫۹۲ متر (۶ فوت ۴ اینچ)  | ۸۴ کیلوگرم (۱۸۵ پوند)  | ۳۴۰ سانتیمتر (۱۳۰ اینچ) | ۳۲۵ سانتیمتر (۱۲۸ اینچ) | یائونده              |
| ۳      | ژرژ کری آدکه                 | ۱۳ ژوئیه ۱۹۸۱   | ۱٫۹۱ متر (۶ فوت ۳ اینچ)  | ۸۸ کیلوگرم (۱۹۴ پوند)  | ۳۳۵ سانتیمتر (۱۳۲ اینچ) | ۳۱۵ سانتیمتر (۱۲۴ اینچ) | منده لوزر            |
| ۶      | سم دولگومبایی                | ۱۸ مه ۱۹۹۰      | ۲٫۰۰ متر (۶ فوت ۷ اینچ)  | ۹۵ کیلوگرم (۲۰۹ پوند)  | ۳۵۰ سانتیمتر (۱۴۰ اینچ) | ۳۳۵ سانتیمتر (۱۳۲ اینچ) | یائونده              |
| ۷      | ژان پاتریس نداکی مبولت (C)   | ۵ مه ۱۹۷۹       | ۲٫۰۱ متر (۶ فوت ۷ اینچ)  | ۱۰۸ کیلوگرم (۲۳۸ پوند) | ۳۵۲ سانتیمتر (۱۳۹ اینچ) | ۳۳۰ سانتیمتر (۱۳۰ اینچ) | الکویت               |
| ۸      | ژان جونیو نایابی             | ۱ ژانویه ۱۹۸۹   | ۱٫۹۰ متر (۶ فوت ۳ اینچ)  | ۸۰ کیلوگرم (۱۸۰ پوند)  | ۳۴۰ سانتیمتر (۱۳۰ اینچ) | ۳۲۰ سانتیمتر (۱۳۰ اینچ) | او بیکورت سوشو       |
| ۹      | هروه کوفان بویمو             | ۱۴ سپتامبر ۱۹۸۸ | ۲٫۰۶ متر (۶ فوت ۹ اینچ)  | ۹۵ کیلوگرم (۲۰۹ پوند)  | ۳۶۰ سانتیمتر (۱۴۰ اینچ) | ۳۳۵ سانتیمتر (۱۳۲ اینچ) | بافیا                |
| ۱۰     | مالکی موسی                   | ۲ فوریه ۱۹۷۸    | ۲٫۰۶ متر (۶ فوت ۹ اینچ)  | ۹۷ کیلوگرم (۲۱۴ پوند)  | ۳۵۰ سانتیمتر (۱۴۰ اینچ) | ۳۳۳ سانتیمتر (۱۳۱ اینچ) | وندی                 |
| ۱۴     | ناتان وونمبینا               | ۲۲ نوامبر ۱۹۸۴  | ۱٫۹۸ متر (۶ فوت ۶ اینچ)  | ۸۳ کیلوگرم (۱۸۳ پوند)  | ۳۶۰ سانتیمتر (۱۴۰ اینچ) | ۳۴۵ سانتیمتر (۱۳۶ اینچ) | شومون                |
| ۱۵     | ایوان بیتجا                  | ۲۵ اوت ۱۹۹۱     | ۲٫۱۳ متر (۷ فوت ۰ اینچ)  | ۹۲ کیلوگرم (۲۰۳ پوند)  | ۳۶۰ سانتیمتر (۱۴۰ اینچ) | ۳۴۲ سانتیمتر (۱۳۵ اینچ) | یائونده              |
| ۱۶     | آلن فوسی کامتو               | ۴ نوامبر ۱۹۸۰   | ۱٫۸۳ متر (۶ فوت ۰ اینچ)  | ۸۱ کیلوگرم (۱۷۹ پوند)  | ۳۳۳ سانتیمتر (۱۳۱ اینچ) | ۳۰۲ سانتیمتر (۱۱۹ اینچ) | پکسینویز نیورت ۵۷    |
| ۱۷     | سرژ پاتریس آگ                | ۲۲ مارس ۱۹۷۴    | ۱٫۸۱ متر (۵ فوت ۱۱ اینچ) | ۸۲ کیلوگرم (۱۸۱ پوند)  | ۳۲۰ سانتیمتر (۱۳۰ اینچ) | ۲۹۵ سانتیمتر (۱۱۶ اینچ) | پورت دوالا           |
| ۱۸     | دیوید ففوئو                  | ۵ مه ۱۹۸۹       | ۲٫۰۶ متر (۶ فوت ۹ اینچ)  | ۹۵ کیلوگرم (۲۰۹ پوند)  | ۳۵۰ سانتیمتر (۱۴۰ اینچ) | ۳۳۰ سانتیمتر (۱۳۰ اینچ) | ماکسیول نانسی جارویل |
| ۱۹     | فردریک باسیگ بابیندوپ        | ۱۳ ژوئن ۱۹۸۴    | ۱٫۸۳ متر (۶ فوت ۰ اینچ)  | ۸۱ کیلوگرم (۱۷۹ پوند)  | ۳۲۵ سانتیمتر (۱۲۸ اینچ) | ۳۰۰ سانتیمتر (۱۲۰ اینچ) | یائونده              |

### ونزوئلا
فهرست تیم ملی ونزوئلا در قهرمانی جهان:
سرمربی:  وینچنتزو ناچی
| شماره. | نام              | تاریخ تولد      | قد                       | وزن                   | اسپک                    | دفاع                    | باشگاه ۲۰۱۴           |
| ------ | ---------------- | --------------- | ------------------------ | --------------------- | ----------------------- | ----------------------- | --------------------- |
| ۱      | رگولا بریسنو     | ۱۳ فوریه ۱۹۸۹   | ۱٫۷۵ متر (۵ فوت ۹ اینچ)  | ۸۵ کیلوگرم (۱۸۷ پوند) | ۳۳۲ سانتیمتر (۱۳۱ اینچ) | ۳۲۷ سانتیمتر (۱۲۹ اینچ) | آراگوآ                |
| ۳      | فرناندو گونزالس  | ۳۰ ژوئن ۱۹۸۹    | ۱٫۹۴ متر (۶ فوت ۴ اینچ)  | ۸۴ کیلوگرم (۱۸۵ پوند) | ۳۳۳ سانتیمتر (۱۳۱ اینچ) | ۳۲۸ سانتیمتر (۱۲۹ اینچ) | چوبوت                 |
| ۴      | هکتور ماتا       | ۲۷ ژانویه ۱۹۹۳  | ۱٫۷۹ متر (۵ فوت ۱۰ اینچ) | ۷۷ کیلوگرم (۱۷۰ پوند) | ۳۱۰ سانتیمتر (۱۲۰ اینچ) | ۳۰۴ سانتیمتر (۱۲۰ اینچ) | دپورتیوو آنسوآتگی     |
| ۵      | امرسون رودریگز   | ۲ فوریه ۱۹۹۳    | ۲٫۰۲ متر (۶ فوت ۸ اینچ)  | ۹۰ کیلوگرم (۲۰۰ پوند) | ۳۳۸ سانتیمتر (۱۳۳ اینچ) | ۳۳۳ سانتیمتر (۱۳۱ اینچ) | دیستریتو کاپیتال      |
| ۶      | کارلوس پائز      | ۹ نوامبر ۱۹۹۱   | ۱٫۹۲ متر (۶ فوت ۴ اینچ)  | ۸۲ کیلوگرم (۱۸۱ پوند) | ۳۴۲ سانتیمتر (۱۳۵ اینچ) | ۳۳۷ سانتیمتر (۱۳۳ اینچ) | ایندوستریالس دِوالنسیا |
| ۸      | هکتور سالرنو     | ۱۸ ژوئن ۱۹۹۱    | ۱٫۹۶ متر (۶ فوت ۵ اینچ)  | ۷۶ کیلوگرم (۱۶۸ پوند) | ۳۵۸ سانتیمتر (۱۴۱ اینچ) | ۳۵۱ سانتیمتر (۱۳۸ اینچ) | آراگوآ                |
| ۹      | خوزه کاراسکو)    | ۲۰ مه ۱۹۸۹      | ۱٫۹۵ متر (۶ فوت ۵ اینچ)  | ۸۹ کیلوگرم (۱۹۶ پوند) | ۳۴۵ سانتیمتر (۱۳۶ اینچ) | ۳۴۷ سانتیمتر (۱۳۷ اینچ) | یاراکویی              |
| ۱۰     | کروین پینروآ (C) | ۲۲ فوریه ۱۹۹۱   | ۱٫۹۱ متر (۶ فوت ۳ اینچ)  | ۸۵ کیلوگرم (۱۸۷ پوند) | ۳۳۹ سانتیمتر (۱۳۳ اینچ) | ۳۳۴ سانتیمتر (۱۳۱ اینچ) | وایکینگ دِمیراندا      |
| ۱۱     | ارناندو گومز     | ۳۰ ژوئیه ۱۹۸۲   | ۱٫۹۵ متر (۶ فوت ۵ اینچ)  | ۹۰ کیلوگرم (۲۰۰ پوند) | ۳۵۵ سانتیمتر (۱۴۰ اینچ) | ۳۵۰ سانتیمتر (۱۴۰ اینچ) | تویودا گوسی ترفورزا   |
| ۱۲     | یوسر کنترراس     | ۴ آوریل ۱۹۹۱    | ۱٫۹۱ متر (۶ فوت ۳ اینچ)  | ۸۴ کیلوگرم (۱۸۵ پوند) | ۳۴۰ سانتیمتر (۱۳۰ اینچ) | ۳۳۴ سانتیمتر (۱۳۱ اینچ) | زولیا                 |
| ۱۳     | خسوس چوئوریو     | ۲ ژانویه ۱۹۹۱   | ۲٫۰۱ متر (۶ فوت ۷ اینچ)  | ۸۸ کیلوگرم (۱۹۴ پوند) | ۳۴۵ سانتیمتر (۱۳۶ اینچ) | ۳۴۰ سانتیمتر (۱۳۰ اینچ) | زولیا                 |
| ۱۴     | ماکسیمو مونتویا  | ۲۶ ژوئن ۱۹۸۹    | ۱٫۹۸ متر (۶ فوت ۶ اینچ)  | ۸۶ کیلوگرم (۱۹۰ پوند) | ۳۴۷ سانتیمتر (۱۳۷ اینچ) | ۳۴۳ سانتیمتر (۱۳۵ اینچ) | آپوره                 |
| ۱۷     | دنیل اسکوبار     | ۱۰ ژوئیه ۱۹۹۰   | ۲٫۰۲ متر (۶ فوت ۸ اینچ)  | ۹۰ کیلوگرم (۲۰۰ پوند) | ۳۵۰ سانتیمتر (۱۴۰ اینچ) | ۳۴۵ سانتیمتر (۱۳۶ اینچ) | وایکینگ دِمیراندا      |
| ۱۸     | فردی کدنیو       | ۱۰ سپتامبر ۱۹۸۱ | ۲٫۰۵ متر (۶ فوت ۹ اینچ)  | ۹۷ کیلوگرم (۲۱۴ پوند) | ۳۵۸ سانتیمتر (۱۴۱ اینچ) | ۳۳۵ سانتیمتر (۱۳۲ اینچ) | آلمریا                |

## گلدان B

### برزیل
فهرست تیم ملی برزیل در قهرمانی جهان:
سرمربی: برناردو رزنده
| شماره. | نام                 | تاریخ تولد     | قد                       | وزن                    | اسپک                    | دفاع                    | باشگاه ۲۰۱۴        |
| ------ | ------------------- | -------------- | ------------------------ | ---------------------- | ----------------------- | ----------------------- | ------------------ |
| ۱      | برونو رزنده (C)     | ۲ ژوئیه ۱۹۸۶   | ۱٫۹۰ متر (۶ فوت ۳ اینچ)  | ۷۶ کیلوگرم (۱۶۸ پوند)  | ۳۲۳ سانتیمتر (۱۲۷ اینچ) | ۳۰۲ سانتیمتر (۱۱۹ اینچ) | مودنا              |
| ۳      | ادر کاربونرا        | ۱۹ اکتبر ۱۹۸۳  | ۲٫۰۴ متر (۶ فوت ۸ اینچ)  | ۱۰۱ کیلوگرم (۲۲۳ پوند) | ۳۵۰ سانتیمتر (۱۴۰ اینچ) | ۳۳۰ سانتیمتر (۱۳۰ اینچ) | ساداکروزیرو        |
| ۴      | والاس د سوزا        | ۲۶ ژوئن ۱۹۸۷   | ۱٫۹۸ متر (۶ فوت ۶ اینچ)  | ۸۷ کیلوگرم (۱۹۲ پوند)  | ۳۴۴ سانتیمتر (۱۳۵ اینچ) | ۳۱۸ سانتیمتر (۱۲۵ اینچ) | ساداکروزیرو        |
| ۵      | سیدائو              | ۹ ژوئیه ۱۹۸۲   | ۲٫۰۳ متر (۶ فوت ۸ اینچ)  | ۹۸ کیلوگرم (۲۱۶ پوند)  | ۳۴۴ سانتیمتر (۱۳۵ اینچ) | ۳۱۸ سانتیمتر (۱۲۵ اینچ) | سسی سائو پائولو    |
| ۶      | لئوناردو ویسوتو     | ۳۰ آوریل ۱۹۸۳  | ۲٫۱۲ متر (۶ فوت ۱۱ اینچ) | ۹۷ کیلوگرم (۲۱۴ پوند)  | ۳۷۰ سانتیمتر (۱۵۰ اینچ) | ۳۴۵ سانتیمتر (۱۳۶ اینچ) | سوان کپکو ویکستورم |
| ۸      | موریلو اندرس        | ۳ مه ۱۹۸۱      | ۱٫۹۰ متر (۶ فوت ۳ اینچ)  | ۷۶ کیلوگرم (۱۶۸ پوند)  | ۳۴۳ سانتیمتر (۱۳۵ اینچ) | ۳۱۹ سانتیمتر (۱۲۶ اینچ) | سسی سائو پائولو    |
| ۹      | رنان بویاتی         | ۱۰ ژانویه ۱۹۹۰ | ۲٫۱۲ متر (۶ فوت ۱۱ اینچ) | ۸۵ کیلوگرم (۱۸۷ پوند)  | ۳۳۰ سانتیمتر (۱۳۰ اینچ) | ۳۱۴ سانتیمتر (۱۲۴ اینچ) | سائو برناردو       |
| ۱۰     | ریکاردو لوکارلی     | ۱۴ فوریه ۱۹۹۲  | ۱٫۹۵ متر (۶ فوت ۵ اینچ)  | ۷۹ کیلوگرم (۱۷۴ پوند)  | ۳۳۸ سانتیمتر (۱۳۳ اینچ) | ۳۰۸ سانتیمتر (۱۲۱ اینچ) | سسی سائو پائولو    |
| ۱۱     | فیلیپه سیلوا        | ۲۵ اوت ۱۹۹۰    | ۱٫۸۸ متر (۶ فوت ۲ اینچ)  | ۷۷ کیلوگرم (۱۷۰ پوند)  | ۳۰۲ سانتیمتر (۱۱۹ اینچ) | ۲۹۷ سانتیمتر (۱۱۷ اینچ) | سائو برناردو       |
| ۱۲     | لوئیز فیلیپه فونتلس | ۱۹ ژوئن ۱۹۸۴   | ۱٫۹۶ متر (۶ فوت ۵ اینچ)  | ۸۹ کیلوگرم (۱۹۶ پوند)  | ۳۳۰ سانتیمتر (۱۳۰ اینچ) | ۳۲۰ سانتیمتر (۱۳۰ اینچ) | فنرباغچه           |
| ۱۶     | لوکاس ساتکمپ        | ۶ مارس ۱۹۸۶    | ۲٫۰۹ متر (۶ فوت ۱۰ اینچ) | ۱۰۱ کیلوگرم (۲۲۳ پوند) | ۳۴۰ سانتیمتر (۱۳۰ اینچ) | ۳۲۱ سانتیمتر (۱۲۶ اینچ) | سسی سائو پائولو    |
| ۱۸     | مائوریسیو سیلوا     | ۴ فوریه ۱۹۸۹   | ۱٫۹۹ متر (۶ فوت ۶ اینچ)  | ۹۹ کیلوگرم (۲۱۸ پوند)  | ۳۳۵ سانتیمتر (۱۳۲ اینچ) | ۳۱۵ سانتیمتر (۱۲۴ اینچ) | ویوو میناس         |
| ۱۹     | ماریو پدریرا        | ۳ مه ۱۹۸۲      | ۱٫۹۲ متر (۶ فوت ۴ اینچ)  | ۹۱ کیلوگرم (۲۰۱ پوند)  | ۳۳۰ سانتیمتر (۱۳۰ اینچ) | ۳۲۱ سانتیمتر (۱۲۶ اینچ) | ار جی اکس          |
| ۲۰     | رافائل اولیویرا     | ۱۴ ژوئن ۱۹۷۹   | ۱٫۹۰ متر (۶ فوت ۳ اینچ)  | ۸۲ کیلوگرم (۱۸۱ پوند)  | ۳۳۰ سانتیمتر (۱۳۰ اینچ) | ۳۰۶ سانتیمتر (۱۲۰ اینچ) | هالک بانک آنکارا   |

### کوبا
فهرست تیم ملی کوبا در قهرمانی جهان:
سرمربی: رودولفو سانچز
| شماره. | نام                     | تاریخ تولد     | قد                       | وزن                   | اسپک                    | دفاع                    | باشگاه ۲۰۱۴     |
| ------ | ----------------------- | -------------- | ------------------------ | --------------------- | ----------------------- | ----------------------- | --------------- |
| ۲      | ایناول رومرو            | ۲۸ ژانویه ۱۹۹۵ | ۱٫۹۷ متر (۶ فوت ۶ اینچ)  | ۸۰ کیلوگرم (۱۸۰ پوند) | ۳۵۰ سانتیمتر (۱۴۰ اینچ) | ۳۳۵ سانتیمتر (۱۳۲ اینچ) | سیگو دآویلا     |
| ۳      | ریکاردو کالوو           | ۲ اکتبر ۱۹۹۶   | ۱٫۹۳ متر (۶ فوت ۴ اینچ)  | ۷۴ کیلوگرم (۱۶۳ پوند) | ۳۴۳ سانتیمتر (۱۳۵ اینچ) | ۳۳۴ سانتیمتر (۱۳۱ اینچ) | ویلا کلارا      |
| ۴      | خاویر خیمنس             | ۱۶ نوامبر ۱۹۸۹ | ۱٫۹۸ متر (۶ فوت ۶ اینچ)  | ۸۹ کیلوگرم (۱۹۶ پوند) | ۳۵۲ سانتیمتر (۱۳۹ اینچ) | ۳۴۵ سانتیمتر (۱۳۶ اینچ) | ماتانزاس        |
| ۵      | لئوناردو ماسیاس         | ۱۳ فوریه ۱۹۹۰  | ۱٫۹۲ متر (۶ فوت ۴ اینچ)  | ۷۰ کیلوگرم (۱۵۰ پوند) | ۳۲۵ سانتیمتر (۱۲۸ اینچ) | ۳۱۸ سانتیمتر (۱۲۵ اینچ) | سانتیاگو د کوبا |
| ۶      | کیبل گوتیرز             | ۶ مه ۱۹۸۷      | ۱٫۷۸ متر (۵ فوت ۱۰ اینچ) | ۸۰ کیلوگرم (۱۸۰ پوند) | ۳۰۵ سانتیمتر (۱۲۰ اینچ) | ۲۹۵ سانتیمتر (۱۱۶ اینچ) | ویلا کلارا      |
| ۸      | رولاندو سپدا (C)        | ۱۳ مارس ۱۹۸۹   | ۱٫۹۸ متر (۶ فوت ۶ اینچ)  | ۷۷ کیلوگرم (۱۷۰ پوند) | ۳۵۹ سانتیمتر (۱۴۱ اینچ) | ۳۴۴ سانتیمتر (۱۳۵ اینچ) | سنتی اسپریتوس   |
| ۹      | لیوان اوسوریو           | ۵ فوریه ۱۹۹۴   | ۲٫۰۱ متر (۶ فوت ۷ اینچ)  | ۹۶ کیلوگرم (۲۱۲ پوند) | ۳۴۵ سانتیمتر (۱۳۶ اینچ) | ۳۲۵ سانتیمتر (۱۲۸ اینچ) | سانتیاگو د کوبا |
| ۱۲     | آبراهان آلفونسو گاویلان | ۲۳ فوریه ۱۹۹۵  | ۱٫۹۷ متر (۶ فوت ۶ اینچ)  | ۷۲ کیلوگرم (۱۵۹ پوند) | ۳۴۳ سانتیمتر (۱۳۵ اینچ) | ۳۲۰ سانتیمتر (۱۳۰ اینچ) | لا هاوانا       |
| ۱۳     | دیوید فیل               | ۲۸ اوت ۱۹۹۳    | ۲٫۰۴ متر (۶ فوت ۸ اینچ)  | ۹۳ کیلوگرم (۲۰۵ پوند) | ۳۷۴ سانتیمتر (۱۴۷ اینچ) | ۳۶۹ سانتیمتر (۱۴۵ اینچ) | لا هاوانا       |
| ۱۶     | ایزبل مسا               | ۲ ژوئن ۱۹۸۹    | ۲٫۰۴ متر (۶ فوت ۸ اینچ)  | ۸۹ کیلوگرم (۱۹۶ پوند) | ۳۵۸ سانتیمتر (۱۴۱ اینچ) | ۳۳۱ سانتیمتر (۱۳۰ اینچ) | لا هاوانا       |
| ۱۷     | فلیکس چاپمن             | ۵ اکتبر ۱۹۹۶   | ۱٫۹۸ متر (۶ فوت ۶ اینچ)  | ۸۴ کیلوگرم (۱۸۵ پوند) | ۳۵۰ سانتیمتر (۱۴۰ اینچ) | ۳۳۰ سانتیمتر (۱۳۰ اینچ) | مایابکه         |
| ۲۰     | عثمانی اوریارته         | ۴ ژوئن ۱۹۹۵    | ۱٫۹۷ متر (۶ فوت ۶ اینچ)  | ۸۱ کیلوگرم (۱۷۹ پوند) | ۳۵۲ سانتیمتر (۱۳۹ اینچ) | ۳۴۸ سانتیمتر (۱۳۷ اینچ) | سنتی اسپریتوس   |

### آلمان
فهرست تیم ملی آلمان در قهرمانی جهان:
سرمربی:  ویتال هینن
| شماره. | نام              | تاریخ تولد     | قد                       | وزن                    | اسپک                    | دفاع                    | باشگاه ۲۰۱۴            |
| ------ | ---------------- | -------------- | ------------------------ | ---------------------- | ----------------------- | ----------------------- | ---------------------- |
| ۱      | کریستین فروم     | ۱۵ اوت ۱۹۹۰    | ۲٫۰۴ متر (۶ فوت ۸ اینچ)  | ۹۹ کیلوگرم (۲۱۸ پوند)  | ۳۴۵ سانتیمتر (۱۳۶ اینچ) | ۳۲۴ سانتیمتر (۱۲۸ اینچ) | سر سافتی پروجا         |
| ۲      | مارکوس اشتوروالد | ۷ مارس ۱۹۸۹    | ۱٫۸۲ متر (۶ فوت ۰ اینچ)  | ۸۵ کیلوگرم (۱۸۷ پوند)  | ۳۴۰ سانتیمتر (۱۳۰ اینچ) | ۳۱۸ سانتیمتر (۱۲۵ اینچ) | پاریس                  |
| ۳      | سباستین شوارتز   | ۲ اکتبر ۱۹۸۵   | ۱٫۹۷ متر (۶ فوت ۶ اینچ)  | ۹۴ کیلوگرم (۲۰۷ پوند)  | ۳۴۰ سانتیمتر (۱۳۰ اینچ) | ۳۲۵ سانتیمتر (۱۲۸ اینچ) | جنرالی اونترهاخینگ     |
| ۵      | سباستین کوهنر    | ۱۵ مارس ۱۹۸۷   | ۲٫۰۳ متر (۶ فوت ۸ اینچ)  | ۹۱ کیلوگرم (۲۰۱ پوند)  | ۳۴۱ سانتیمتر (۱۳۴ اینچ) | ۳۳۲ سانتیمتر (۱۳۱ اینچ) | شارلوتنبرگ برلین       |
| ۶      | دنیس کالیبردا    | ۲۴ ژوئن ۱۹۹۰   | ۱٫۹۳ متر (۶ فوت ۴ اینچ)  | ۹۵ کیلوگرم (۲۰۹ پوند)  | ۳۴۳ سانتیمتر (۱۳۵ اینچ) | ۳۱۴ سانتیمتر (۱۲۴ اینچ) | یازچمبسکی ونگل         |
| ۷      | دیرک وستفال      | ۳۱ ژانویه ۱۹۸۶ | ۲٫۰۳ متر (۶ فوت ۸ اینچ)  | ۹۲ کیلوگرم (۲۰۳ پوند)  | ۳۵۴ سانتیمتر (۱۳۹ اینچ) | ۳۳۱ سانتیمتر (۱۳۰ اینچ) | چارنی رادوم            |
| ۸      | مارکوس بومه      | ۲۵ اوت ۱۹۸۵    | ۲٫۱۱ متر (۶ فوت ۱۱ اینچ) | ۱۱۶ کیلوگرم (۲۵۶ پوند) | ۳۶۰ سانتیمتر (۱۴۰ اینچ) | ۳۳۰ سانتیمتر (۱۳۰ اینچ) | جنرالی اونترهاخینگ     |
| ۹      | گئورگ گروزر      | ۲۷ نوامبر ۱۹۸۴ | ۲٫۰۰ متر (۶ فوت ۷ اینچ)  | ۱۰۲ کیلوگرم (۲۲۵ پوند) | ۳۷۴ سانتیمتر (۱۴۷ اینچ) | ۳۴۵ سانتیمتر (۱۳۶ اینچ) | بلوگوری بلگورود        |
| ۱۰     | یوخن شوپس (C)    | ۸ اکتبر ۱۹۸۳   | ۲٫۰۰ متر (۶ فوت ۷ اینچ)  | ۱۰۰ کیلوگرم (۲۲۰ پوند) | ۳۶۰ سانتیمتر (۱۴۰ اینچ) | ۳۳۵ سانتیمتر (۱۳۲ اینچ) | آسیکو رسوویا ژشوف      |
| ۱۱     | لوکاس کامپا      | ۲۹ نوامبر ۱۹۸۶ | ۱٫۹۶ متر (۶ فوت ۵ اینچ)  | ۹۰ کیلوگرم (۲۰۰ پوند)  | ۳۳۵ سانتیمتر (۱۳۲ اینچ) | ۳۲۰ سانتیمتر (۱۳۰ اینچ) | چارنی رادوم            |
| ۱۲     | فردیناند تیل     | ۸ دسامبر ۱۹۸۸  | ۱٫۸۵ متر (۶ فوت ۱ اینچ)  | ۷۵ کیلوگرم (۱۶۵ پوند)  | ۳۳۸ سانتیمتر (۱۳۳ اینچ) | ۳۱۶ سانتیمتر (۱۲۴ اینچ) | اسکرا بلچاتوف          |
| ۱۵     | تیم بروشگ        | ۲ دسامبر ۱۹۸۷  | ۲٫۰۵ متر (۶ فوت ۹ اینچ)  | ۱۱۲ کیلوگرم (۲۴۷ پوند) | ۳۴۰ سانتیمتر (۱۳۰ اینچ) | ۳۳۲ سانتیمتر (۱۳۱ اینچ) | نولیکو مازک            |
| ۱۶     | مکس گونتور       | ۹ اوت ۱۹۸۵     | ۲٫۰۷ متر (۶ فوت ۹ اینچ)  | ۹۳ کیلوگرم (۲۰۵ پوند)  | ۳۵۰ سانتیمتر (۱۴۰ اینچ) | ۳۲۵ سانتیمتر (۱۲۸ اینچ) | اشتوتگارت فریدریشسهافن |
| ۱۸     | مایکل آندری      | ۶ اوت ۱۹۸۵     | ۲٫۱۰ متر (۶ فوت ۱۱ اینچ) | ۹۸ کیلوگرم (۲۱۶ پوند)  | ۳۴۵ سانتیمتر (۱۳۶ اینچ) | ۳۴۰ سانتیمتر (۱۳۰ اینچ) | آنتورپ                 |

### تونس
فهرست تیم ملی تونس در قهرمانی جهان:
سرمربی: فتحی مکائر
| شماره. | نام                      | تاریخ تولد      | قد                       | وزن                   | اسپک                    | دفاع                    | باشگاه ۲۰۱۴ |
| ------ | ------------------------ | --------------- | ------------------------ | --------------------- | ----------------------- | ----------------------- | ----------- |
| ۲      | احمد کادی                | ۱۹ آوریل ۱۹۸۹   | ۱٫۹۹ متر (۶ فوت ۶ اینچ)  | ۹۹ کیلوگرم (۲۱۸ پوند) | ۳۴۵ سانتیمتر (۱۳۶ اینچ) | ۳۱۸ سانتیمتر (۱۲۵ اینچ) | ستاره ساحلی |
| ۴      | مارئون گارسی             | ۲۱ مارس ۱۹۸۸    | ۱٫۹۷ متر (۶ فوت ۶ اینچ)  | ۸۷ کیلوگرم (۱۹۲ پوند) | ۳۱۷ سانتیمتر (۱۲۵ اینچ) | ۳۰۸ سانتیمتر (۱۲۱ اینچ) | ستاره ساحلی |
| ۵      | سمیر سلامی (C)           | ۱۳ ژوئیه ۱۹۷۷   | ۱٫۹۵ متر (۶ فوت ۵ اینچ)  | ۹۳ کیلوگرم (۲۰۵ پوند) | ۳۲۰ سانتیمتر (۱۳۰ اینچ) | ۳۰۸ سانتیمتر (۱۲۱ اینچ) | صفاقسی      |
| ۶      | محمد علی بن اوتمن میلادی | ۱۲ مه ۱۹۹۱      | ۱٫۸۸ متر (۶ فوت ۲ اینچ)  | ۷۳ کیلوگرم (۱۶۱ پوند) | ۳۱۵ سانتیمتر (۱۲۴ اینچ) | ۲۸۹ سانتیمتر (۱۱۴ اینچ) | قلیبیه      |
| ۷      | الیاس کارامسلی           | ۲۲ اوت ۱۹۸۹     | ۱٫۹۸ متر (۶ فوت ۶ اینچ)  | ۹۹ کیلوگرم (۲۱۸ پوند) | ۳۴۵ سانتیمتر (۱۳۶ اینچ) | ۳۲۰ سانتیمتر (۱۳۰ اینچ) | اسپرانس     |
| ۱۰     | حمزه نگا                 | ۲۹ مه ۱۹۹۰      | ۱٫۹۱ متر (۶ فوت ۳ اینچ)  | ۸۴ کیلوگرم (۱۸۵ پوند) | ۳۲۶ سانتیمتر (۱۲۸ اینچ) | ۳۱۱ سانتیمتر (۱۲۲ اینچ) | ستاره ساحلی |
| ۱۱     | اسماعیل ملا              | ۳۰ ژانویه ۱۹۹۰  | ۱٫۹۵ متر (۶ فوت ۵ اینچ)  | ۸۴ کیلوگرم (۱۸۵ پوند) | ۳۲۴ سانتیمتر (۱۲۸ اینچ) | ۳۰۸ سانتیمتر (۱۲۱ اینچ) | صفاقسی      |
| ۱۲     | انور طارقی               | ۱۷ اوت ۱۹۸۳     | ۱٫۷۸ متر (۵ فوت ۱۰ اینچ) | ۷۴ کیلوگرم (۱۶۳ پوند) | ۳۰۲ سانتیمتر (۱۱۹ اینچ) | ۲۹۲ سانتیمتر (۱۱۵ اینچ) | صفاقسی      |
| ۱۵     | هشام کعبی                | ۱۳ سپتامبر ۱۹۸۶ | ۱٫۹۴ متر (۶ فوت ۴ اینچ)  | ۸۴ کیلوگرم (۱۸۵ پوند) | ۳۶۰ سانتیمتر (۱۴۰ اینچ) | ۳۴۵ سانتیمتر (۱۳۶ اینچ) | اسپرانس     |
| ۱۶     | خالد بن اسلیمنه          | ۱۴ دسامبر ۱۹۹۴  | ۱٫۹۳ متر (۶ فوت ۴ اینچ)  | ۷۸ کیلوگرم (۱۷۲ پوند) | ۲۹۰ سانتیمتر (۱۱۰ اینچ) | ۲۸۵ سانتیمتر (۱۱۲ اینچ) | قلیبیه      |
| ۲۰     | عمر عقربی                | ۲۶ اوت ۱۹۹۲     | ۲٫۰۵ متر (۶ فوت ۹ اینچ)  | ۸۲ کیلوگرم (۱۸۱ پوند) | ۳۲۵ سانتیمتر (۱۲۸ اینچ) | ۳۱۰ سانتیمتر (۱۲۰ اینچ) | صفاقسی      |
| ۲۱     | نبیل میلادی              | ۲۸ فوریه ۱۹۸۸   | ۱٫۹۶ متر (۶ فوت ۵ اینچ)  | ۷۳ کیلوگرم (۱۶۱ پوند) | ۳۵۵ سانتیمتر (۱۴۰ اینچ) | ۳۴۰ سانتیمتر (۱۳۰ اینچ) | اسپرانس     |

### کرهٔ جنوبی
فهرست تیم ملی کره جنوبی در قهرمانی جهان:
سرمربی: پارک کی‌وون
| شماره. | نام             | تاریخ تولد      | قد                       | وزن                   | اسپک                    | دفاع                    | باشگاه ۲۰۱۴                 |
| ------ | --------------- | --------------- | ------------------------ | --------------------- | ----------------------- | ----------------------- | --------------------------- |
| ۱      | سانگ میونگ گئون | ۱۲ مارس ۱۹۹۳    | ۱٫۹۵ متر (۶ فوت ۵ اینچ)  | ۸۵ کیلوگرم (۱۸۷ پوند) | ۳۱۵ سانتیمتر (۱۲۴ اینچ) | ۳۰۵ سانتیمتر (۱۲۰ اینچ) | آنسان سیوینگ بانک           |
| ۲      | هان سان سو (C)  | ۱۶ دسامبر ۱۹۸۵  | ۱٫۸۹ متر (۶ فوت ۲ اینچ)  | ۸۰ کیلوگرم (۱۸۰ پوند) | ۳۱۰ سانتیمتر (۱۲۰ اینچ) | ۲۹۷ سانتیمتر (۱۱۷ اینچ) | ارتش کره جنوبی              |
| ۴      | شین یونگ-سوک    | ۴ اکتبر ۱۹۸۶    | ۱٫۹۸ متر (۶ فوت ۶ اینچ)  | ۹۰ کیلوگرم (۲۰۰ پوند) | ۳۳۵ سانتیمتر (۱۳۲ اینچ) | ۳۲۵ سانتیمتر (۱۲۸ اینچ) | آسان ووری کارد هانسی        |
| ۶      | لی مین گیو      | ۳ دسامبر ۱۹۹۲   | ۱٫۹۴ متر (۶ فوت ۴ اینچ)  | ۷۸ کیلوگرم (۱۷۲ پوند) | ۳۰۵ سانتیمتر (۱۲۰ اینچ) | ۲۹۵ سانتیمتر (۱۱۶ اینچ) | آنسان سیوینگ بانک           |
| ۸      | پارک سانگ ها    | ۴ آوریل ۱۹۸۶    | ۱٫۹۳ متر (۶ فوت ۴ اینچ)  | ۹۵ کیلوگرم (۲۰۹ پوند) | ۳۴۳ سانتیمتر (۱۳۵ اینچ) | ۳۱۴ سانتیمتر (۱۲۴ اینچ) | سانگمو                      |
| ۹      | کواک سئونگ-سوک  | ۲۳ مارس ۱۹۸۸    | ۱٫۹۰ متر (۶ فوت ۳ اینچ)  | ۸۱ کیلوگرم (۱۷۹ پوند) | ۳۲۵ سانتیمتر (۱۲۸ اینچ) | ۳۲۰ سانتیمتر (۱۳۰ اینچ) | ایر جامبوس                  |
| ۱۰     | بو یونگ-چان     | ۳۰ نوامبر ۱۹۸۹  | ۱٫۷۵ متر (۵ فوت ۹ اینچ)  | ۶۵ کیلوگرم (۱۴۳ پوند) | ۲۹۰ سانتیمتر (۱۱۰ اینچ) | ۲۸۴ سانتیمتر (۱۱۲ اینچ) | لیگ ایشورنتس گریتس          |
| ۱۱     | چوی مین هو      | ۲۸ آوریل ۱۹۸۸   | ۱٫۹۸ متر (۶ فوت ۶ اینچ)  | ۸۶ کیلوگرم (۱۹۰ پوند) | ۳۳۰ سانتیمتر (۱۳۰ اینچ) | ۳۱۲ سانتیمتر (۱۲۳ اینچ) | هیوندای کاپیتال اسکای واکرز |
| ۱۲     | جئون کوانگ این  | ۱۸ سپتامبر ۱۹۹۱ | ۱٫۹۴ متر (۶ فوت ۴ اینچ)  | ۸۲ کیلوگرم (۱۸۱ پوند) | ۳۱۰ سانتیمتر (۱۲۰ اینچ) | ۳۰۰ سانتیمتر (۱۲۰ اینچ) | سوان کپکو ویکستورم          |
| ۱۳     | پارک چول وو     | ۲۵ ژوئیه ۱۹۸۵   | ۱٫۹۸ متر (۶ فوت ۶ اینچ)  | ۸۸ کیلوگرم (۱۹۴ پوند) | ۳۳۲ سانتیمتر (۱۳۱ اینچ) | ۳۱۹ سانتیمتر (۱۲۶ اینچ) | دایجون سامسونگ              |
| ۱۷     | سئو جائه-دوک    | ۲۱ ژوئیه ۱۹۸۹   | ۱٫۹۵ متر (۶ فوت ۵ اینچ)  | ۹۸ کیلوگرم (۲۱۶ پوند) | ۳۱۵ سانتیمتر (۱۲۴ اینچ) | ۳۰۵ سانتیمتر (۱۲۰ اینچ) | سوان کپکو ویکستورم          |
| ۱۹     | جئونگ مین سو    | ۵ اکتبر ۱۹۹۱    | ۱٫۷۸ متر (۵ فوت ۱۰ اینچ) | ۷۵ کیلوگرم (۱۶۵ پوند) | ۲۷۰ سانتیمتر (۱۱۰ اینچ) | ۲۵۰ سانتیمتر (۹۸ اینچ)  | آسان ووری کارد هانسی        |

### فنلاند
فهرست تیم ملی فنلاند در قهرمانی جهان:
سرمربی: توماس ساملوو
| شماره. | نام                | تاریخ تولد     | قد                      | وزن                    | اسپک                    | دفاع                    | باشگاه ۲۰۱۴           |
| ------ | ------------------ | -------------- | ----------------------- | ---------------------- | ----------------------- | ----------------------- | --------------------- |
| ۲      | اما ترواپورتی      | ۲۶ ژوئیه ۱۹۸۹  | ۱٫۹۳ متر (۶ فوت ۴ اینچ) | ۷۳ کیلوگرم (۱۶۱ پوند)  | ۳۳۸ سانتیمتر (۱۳۳ اینچ) | ۳۱۷ سانتیمتر (۱۲۵ اینچ) | کناک روزلار           |
| ۳      | میکو اسکو          | ۳ سپتامبر ۱۹۷۸ | ۱٫۹۸ متر (۶ فوت ۶ اینچ) | ۸۹ کیلوگرم (۱۹۶ پوند)  | ۳۳۱ سانتیمتر (۱۳۰ اینچ) | ۳۱۹ سانتیمتر (۱۲۶ اینچ) | نیژنی نووگورود        |
| ۴      | لائوری کرمینن      | ۱۸ ژانویه ۱۹۹۳ | ۱٫۸۲ متر (۶ فوت ۰ اینچ) | ۷۰ کیلوگرم (۱۵۰ پوند)  | ۳۲۰ سانتیمتر (۱۳۰ اینچ) | ۲۹۰ سانتیمتر (۱۱۰ اینچ) | نانت متروپل           |
| ۵      | آنتی سیلتالا (C)   | ۱۴ مارس ۱۹۸۴   | ۱٫۹۳ متر (۶ فوت ۴ اینچ) | ۹۰ کیلوگرم (۲۰۰ پوند)  | ۳۴۸ سانتیمتر (۱۳۷ اینچ) | ۳۳۰ سانتیمتر (۱۳۰ اینچ) | آژاکسیو               |
| ۶      | نیکلاس سپانن       | ۳۰ ژوئن ۱۹۹۳   | ۱٫۹۲ متر (۶ فوت ۴ اینچ) | ۸۲ کیلوگرم (۱۸۱ پوند)  | ۳۳۵ سانتیمتر (۱۳۲ اینچ) | ۳۲۰ سانتیمتر (۱۳۰ اینچ) | کوککولان تیگرت        |
| ۹      | تومی سیریلا        | ۵ اوت ۱۹۹۳     | ۲٫۰۳ متر (۶ فوت ۸ اینچ) | ۹۸ کیلوگرم (۲۱۶ پوند)  | ۳۴۰ سانتیمتر (۱۳۰ اینچ) | ۳۲۵ سانتیمتر (۱۲۸ اینچ) | کوککولان تیگرت        |
| ۱۰     | اورپو سیوولا       | ۱۵ مارس ۱۹۸۸   | ۱٫۹۵ متر (۶ فوت ۵ اینچ) | ۱۰۰ کیلوگرم (۲۲۰ پوند) | ۳۵۰ سانتیمتر (۱۴۰ اینچ) | ۳۳۰ سانتیمتر (۱۳۰ اینچ) | آرکاس اسپور           |
| ۱۱     | تیمو تولوانن       | ۸ نوامبر ۱۹۷۷  | ۱٫۸۳ متر (۶ فوت ۰ اینچ) | ۷۰ کیلوگرم (۱۵۰ پوند)  | ۳۲۰ سانتیمتر (۱۳۰ اینچ) | ۳۱۰ سانتیمتر (۱۲۰ اینچ) | لِکا                   |
| ۱۲     | اولی کوناری        | ۲ فوریه ۱۹۸۲   | ۱٫۹۷ متر (۶ فوت ۶ اینچ) | ۸۵ کیلوگرم (۱۸۷ پوند)  | ۳۴۲ سانتیمتر (۱۳۵ اینچ) | ۳۱۵ سانتیمتر (۱۲۴ اینچ) | وامالان لنتوپال       |
| ۱۳     | میکو اویوانن       | ۲۶ مه ۱۹۸۶     | ۱٫۹۸ متر (۶ فوت ۶ اینچ) | ۹۲ کیلوگرم (۲۰۳ پوند)  | ۳۶۰ سانتیمتر (۱۴۰ اینچ) | ۳۲۰ سانتیمتر (۱۳۰ اینچ) | چارنی رادوم           |
| ۱۴     | کنستانتین شوموف    | ۱۵ فوریه ۱۹۸۵  | ۲٫۰۵ متر (۶ فوت ۹ اینچ) | ۱۰۱ کیلوگرم (۲۲۳ پوند) | ۳۵۱ سانتیمتر (۱۳۸ اینچ) | ۳۳۱ سانتیمتر (۱۳۰ اینچ) | جنرالی اونترهاخینگ    |
| ۱۵     | متی اویوانن        | ۲۶ مه ۱۹۸۶     | ۱٫۹۸ متر (۶ فوت ۶ اینچ) | ۹۰ کیلوگرم (۲۰۰ پوند)  | ۳۵۵ سانتیمتر (۱۴۰ اینچ) | ۳۲۰ سانتیمتر (۱۳۰ اینچ) | ایندیکپل آزتس اولشتین |
| ۱۶     | اولی-پکا اویانسیوو | ۳۱ دسامبر ۱۹۸۷ | ۱٫۹۷ متر (۶ فوت ۶ اینچ) | ۹۰ کیلوگرم (۲۰۰ پوند)  | ۳۴۴ سانتیمتر (۱۳۵ اینچ) | ۳۲۵ سانتیمتر (۱۲۸ اینچ) | کوککولان تیگرت        |
| ۱۸     | یوکا لیتونن        | ۲۲ فوریه ۱۹۸۲  | ۱٫۹۷ متر (۶ فوت ۶ اینچ) | ۹۰ کیلوگرم (۲۰۰ پوند)  | ۳۴۶ سانتیمتر (۱۳۶ اینچ) | ۳۲۵ سانتیمتر (۱۲۸ اینچ) | لوگانو                |

## گلدان C

### روسیه
فهرست تیم ملی روسیه در قهرمانی جهان:
سرمربی: آندری ورونکوف
| شماره. | نام               | تاریخ تولد     | قد                       | وزن                    | اسپک                    | دفاع                    | باشگاه ۲۰۱۴          |
| ------ | ----------------- | -------------- | ------------------------ | ---------------------- | ----------------------- | ----------------------- | -------------------- |
| ۲      | سرگئی ماکاروف (C) | ۲۸ مارس ۱۹۸۰   | ۱٫۹۶ متر (۶ فوت ۵ اینچ)  | ۹۷ کیلوگرم (۲۱۴ پوند)  | ۳۳۷ سانتیمتر (۱۳۳ اینچ) | ۳۲۹ سانتیمتر (۱۳۰ اینچ) | کوزباس کمروو         |
| ۳      | نیکولای آپالیکوف  | ۲۶ اوت ۱۹۸۲    | ۲٫۰۳ متر (۶ فوت ۸ اینچ)  | ۱۰۳ کیلوگرم (۲۲۷ پوند) | ۳۵۳ سانتیمتر (۱۳۹ اینچ) | ۳۴۴ سانتیمتر (۱۳۵ اینچ) | زنیت کازان           |
| ۵      | سرگئی گرانکین     | ۲۱ ژانویه ۱۹۸۵ | ۱٫۹۵ متر (۶ فوت ۵ اینچ)  | ۹۶ کیلوگرم (۲۱۲ پوند)  | ۳۵۱ سانتیمتر (۱۳۸ اینچ) | ۳۲۰ سانتیمتر (۱۳۰ اینچ) | دینامو مسکو          |
| ۷      | نیکولای پاولوف    | ۲۲ مه ۱۹۸۲     | ۱٫۹۶ متر (۶ فوت ۵ اینچ)  | ۹۳ کیلوگرم (۲۰۵ پوند)  | ۳۴۲ سانتیمتر (۱۳۵ اینچ) | ۳۲۱ سانتیمتر (۱۲۶ اینچ) | نیژنی نووگورود       |
| ۸      | دنیس بیریکوف      | ۸ دسامبر ۱۹۸۸  | ۲٫۰۲ متر (۶ فوت ۸ اینچ)  | ۹۳ کیلوگرم (۲۰۵ پوند)  | ۳۵۲ سانتیمتر (۱۳۹ اینچ) | ۳۲۴ سانتیمتر (۱۲۸ اینچ) | دینامو مسکو          |
| ۹      | الکسی اسپریدونوف  | ۲۶ ژوئن ۱۹۸۸   | ۱٫۹۶ متر (۶ فوت ۵ اینچ)  | ۹۶ کیلوگرم (۲۱۲ پوند)  | ۳۴۷ سانتیمتر (۱۳۷ اینچ) | ۳۲۸ سانتیمتر (۱۲۹ اینچ) | زنیت کازان           |
| ۱۰     | سرگئی ساوین       | ۷ اکتبر ۱۹۸۸   | ۲٫۰۱ متر (۶ فوت ۷ اینچ)  | ۹۲ کیلوگرم (۲۰۳ پوند)  | ۳۴۳ سانتیمتر (۱۳۵ اینچ) | ۳۲۵ سانتیمتر (۱۲۸ اینچ) | نیژنی نووگورود       |
| ۱۱     | آندری آشچف        | ۱۰ مه ۱۹۸۳     | ۲٫۰۲ متر (۶ فوت ۸ اینچ)  | ۱۰۵ کیلوگرم (۲۳۱ پوند) | ۳۵۰ سانتیمتر (۱۴۰ اینچ) | ۳۳۸ سانتیمتر (۱۳۳ اینچ) | زنیت کازان           |
| ۱۳     | دیمیتری موزرسکی   | ۲۹ اکتبر ۱۹۸۸  | ۲٫۱۸ متر (۷ فوت ۲ اینچ)  | ۱۰۴ کیلوگرم (۲۲۹ پوند) | ۳۷۵ سانتیمتر (۱۴۸ اینچ) | ۳۴۷ سانتیمتر (۱۳۷ اینچ) | بلوگوری بلگورود      |
| ۱۴     | آرتم ولویچ        | ۲۲ ژانویه ۱۹۹۰ | ۲٫۰۸ متر (۶ فوت ۱۰ اینچ) | ۹۶ کیلوگرم (۲۱۲ پوند)  | ۳۵۰ سانتیمتر (۱۴۰ اینچ) | ۳۳۰ سانتیمتر (۱۳۰ اینچ) | لوکوموتیو نووسیبیرسک |
| ۱۵     | دیمیتری ایلینیخ   | ۳۱ ژانویه ۱۹۸۷ | ۲٫۰۱ متر (۶ فوت ۷ اینچ)  | ۹۲ کیلوگرم (۲۰۳ پوند)  | ۳۳۸ سانتیمتر (۱۳۳ اینچ) | ۳۳۰ سانتیمتر (۱۳۰ اینچ) | بلوگوری بلگورود      |
| ۱۸     | پاول موروز        | ۲۶ فوریه ۱۹۸۷  | ۲٫۰۵ متر (۶ فوت ۹ اینچ)  | ۱۰۵ کیلوگرم (۲۳۱ پوند) | ۳۵۲ سانتیمتر (۱۳۹ اینچ) | ۳۴۳ سانتیمتر (۱۳۵ اینچ) | لوکوموتیو نووسیبیرسک |
| ۲۰     | آرتم ارماکوف      | ۱۶ مارس ۱۹۸۲   | ۱٫۸۸ متر (۶ فوت ۲ اینچ)  | ۸۰ کیلوگرم (۱۸۰ پوند)  | ۳۲۳ سانتیمتر (۱۲۷ اینچ) | ۳۱۳ سانتیمتر (۱۲۳ اینچ) | دینامو مسکو          |
| ۲۱     | والنتین گولوبف    | ۳ مه ۱۹۹۲      | ۱٫۹۰ متر (۶ فوت ۳ اینچ)  | ۷۰ کیلوگرم (۱۵۰ پوند)  | ۳۱۰ سانتیمتر (۱۲۰ اینچ) | ۳۰۵ سانتیمتر (۱۲۰ اینچ) | لوکوموتیو نووسیبیرسک |

### بلغارستان
فهرست تیم ملی بلغارستان در قهرمانی جهان:
سرمربی: پلامن کنستانتینوف
| شماره. | نام                | تاریخ تولد     | قد                       | وزن                    | اسپک                    | دفاع                    | باشگاه ۲۰۱۴            |
| ------ | ------------------ | -------------- | ------------------------ | ---------------------- | ----------------------- | ----------------------- | ---------------------- |
| ۳      | آندری ژکوف         | ۱۲ مارس ۱۹۸۰   | ۱٫۹۰ متر (۶ فوت ۳ اینچ)  | ۸۲ کیلوگرم (۱۸۱ پوند)  | ۳۴۰ سانتیمتر (۱۳۰ اینچ) | ۳۲۶ سانتیمتر (۱۲۸ اینچ) | پیاچنزا                |
| ۴      | مارتین بوژیلوف     | ۱۱ آوریل ۱۹۸۸  | ۱٫۹۰ متر (۶ فوت ۳ اینچ)  | ۸۲ کیلوگرم (۱۸۱ پوند)  | ۳۲۰ سانتیمتر (۱۳۰ اینچ) | ۳۰۵ سانتیمتر (۱۲۰ اینچ) | مارک ایوکونی           |
| ۵      | اسوتوسلاو گوتسف    | ۳۱ اوت ۱۹۹۰    | ۲٫۰۵ متر (۶ فوت ۹ اینچ)  | ۹۷ کیلوگرم (۲۱۴ پوند)  | ۳۵۸ سانتیمتر (۱۴۱ اینچ) | ۳۳۵ سانتیمتر (۱۳۲ اینچ) | ورونا                  |
| ۶      | دانایل میلوشف      | ۳ فوریه ۱۹۸۴   | ۲٫۰۰ متر (۶ فوت ۷ اینچ)  | ۱۰۲ کیلوگرم (۲۲۵ پوند) | ۳۶۰ سانتیمتر (۱۴۰ اینچ) | ۳۴۰ سانتیمتر (۱۳۰ اینچ) | تولوز                  |
| ۷      | میروسلاو گرادینارف | ۱۰ فوریه ۱۹۸۵  | ۲٫۰۳ متر (۶ فوت ۸ اینچ)  | ۹۱ کیلوگرم (۲۰۱ پوند)  | ۳۵۰ سانتیمتر (۱۴۰ اینچ) | ۳۳۰ سانتیمتر (۱۳۰ اینچ) | اف‌سی توکیو             |
| ۸      | تودور اسکریموف     | ۹ ژانویه ۱۹۹۰  | ۱٫۹۱ متر (۶ فوت ۳ اینچ)  | ۸۷ کیلوگرم (۱۹۲ پوند)  | ۳۴۸ سانتیمتر (۱۳۷ اینچ) | ۳۳۰ سانتیمتر (۱۳۰ اینچ) | لاتینا                 |
| ۹      | دوبرومیر دیمیتروف  | ۷ ژوئیه ۱۹۹۱   | ۱٫۹۸ متر (۶ فوت ۶ اینچ)  | ۸۴ کیلوگرم (۱۸۵ پوند)  | ۳۴۵ سانتیمتر (۱۳۶ اینچ) | ۳۳۵ سانتیمتر (۱۳۲ اینچ) | سی‌وی‌سی گابرووو         |
| ۱۲     | ویکتور یوسیفوف     | ۱۶ اکتبر ۱۹۸۵  | ۲٫۰۴ متر (۶ فوت ۸ اینچ)  | ۱۰۰ کیلوگرم (۲۲۰ پوند) | ۳۵۰ سانتیمتر (۱۴۰ اینچ) | ۳۴۰ سانتیمتر (۱۳۰ اینچ) | اشتوتگارت فریدریشسهافن |
| ۱۳     | تئودور سالپاروف    | ۱۶ اوت ۱۹۸۲    | ۱٫۸۷ متر (۶ فوت ۲ اینچ)  | ۷۷ کیلوگرم (۱۷۰ پوند)  | ۳۲۰ سانتیمتر (۱۳۰ اینچ) | ۳۰۵ سانتیمتر (۱۲۰ اینچ) | لیون                   |
| ۱۴     | تئودور تودوروف     | ۱ سپتامبر ۱۹۸۹ | ۲٫۰۸ متر (۶ فوت ۱۰ اینچ) | ۹۴ کیلوگرم (۲۰۷ پوند)  | ۳۶۵ سانتیمتر (۱۴۴ اینچ) | ۳۴۵ سانتیمتر (۱۳۶ اینچ) | گازپروم                |
| ۱۵     | تودور الکسیف (C)   | ۲۱ آوریل ۱۹۸۳  | ۲٫۰۴ متر (۶ فوت ۸ اینچ)  | ۱۰۵ کیلوگرم (۲۳۱ پوند) | ۳۵۵ سانتیمتر (۱۴۰ اینچ) | ۳۴۰ سانتیمتر (۱۳۰ اینچ) | گازپروم                |
| ۱۷     | نیکولای پانچف      | ۲۲ مه ۱۹۹۲     | ۱٫۹۷ متر (۶ فوت ۶ اینچ)  | ۸۷ کیلوگرم (۱۹۲ پوند)  | ۳۴۱ سانتیمتر (۱۳۴ اینچ) | ۳۳۵ سانتیمتر (۱۳۲ اینچ) | آسیکو رسوویا ژشوف      |
| ۱۹     | تسوتان سوکولوف     | ۳۱ دسامبر ۱۹۸۹ | ۲٫۰۶ متر (۶ فوت ۹ اینچ)  | ۱۰۰ کیلوگرم (۲۲۰ پوند) | ۳۷۰ سانتیمتر (۱۵۰ اینچ) | ۳۵۰ سانتیمتر (۱۴۰ اینچ) | ترنتینو                |
| ۲۲     | گئورگی سگانف       | ۱۰ ژوئن ۱۹۹۳   | ۱٫۹۸ متر (۶ فوت ۶ اینچ)  | ۸۳ کیلوگرم (۱۸۳ پوند)  | ۳۳۵ سانتیمتر (۱۳۲ اینچ) | ۳۲۵ سانتیمتر (۱۲۸ اینچ) | زسکا صوفیه             |

### کانادا
فهرست تیم ملی کانادا در قهرمانی جهان:
سرمربی: گلن هوگ
| شماره. | نام               | تاریخ تولد      | قد                       | وزن                    | اسپک                    | دفاع                    | باشگاه ۲۰۱۴            |
| ------ | ----------------- | --------------- | ------------------------ | ---------------------- | ----------------------- | ----------------------- | ---------------------- |
| ۱      | تایلر سندرز       | ۱۴ دسامبر ۱۹۹۱  | ۱٫۹۱ متر (۶ فوت ۳ اینچ)  | ۸۱ کیلوگرم (۱۷۹ پوند)  | ۳۲۶ سانتیمتر (۱۲۸ اینچ) | ۳۰۸ سانتیمتر (۱۲۱ اینچ) | آبیانت لیکورگوس        |
| ۲      | جان گوردون پرین   | ۱۷ اوت ۱۹۸۹     | ۲٫۰۱ متر (۶ فوت ۷ اینچ)  | ۹۵ کیلوگرم (۲۰۹ پوند)  | ۳۵۳ سانتیمتر (۱۳۹ اینچ) | ۳۲۹ سانتیمتر (۱۳۰ اینچ) | آرکاس اسپور            |
| ۳      | دنیل لویس         | ۳ آوریل ۱۹۷۶    | ۱٫۸۹ متر (۶ فوت ۲ اینچ)  | ۸۶ کیلوگرم (۱۹۰ پوند)  | ۳۴۰ سانتیمتر (۱۳۰ اینچ) | ۳۲۵ سانتیمتر (۱۲۸ اینچ) | زاکسا کیدژیرژن کوژله   |
| ۵      | رودی ورهوف        | ۲۴ ژوئن ۱۹۸۹    | ۱٫۹۸ متر (۶ فوت ۶ اینچ)  | ۸۸ کیلوگرم (۱۹۴ پوند)  | ۳۴۹ سانتیمتر (۱۳۷ اینچ) | ۳۱۷ سانتیمتر (۱۲۵ اینچ) | شومن ۵۲                |
| ۶      | جاستین داف        | ۱۰ مه ۱۹۸۸      | ۲٫۰۲ متر (۶ فوت ۸ اینچ)  | ۹۴ کیلوگرم (۲۰۷ پوند)  | ۳۷۰ سانتیمتر (۱۵۰ اینچ) | ۳۳۵ سانتیمتر (۱۳۲ اینچ) | جاکارتا پرتامینا انرژی |
| ۷      | دالاس سونیز       | ۲۵ آوریل ۱۹۸۴   | ۲٫۰۰ متر (۶ فوت ۷ اینچ)  | ۹۱ کیلوگرم (۲۰۱ پوند)  | ۳۵۶ سانتیمتر (۱۴۰ اینچ) | ۳۲۳ سانتیمتر (۱۲۷ اینچ) | فوجیان                 |
| ۸      | آدام سیماک        | ۹ اوت ۱۹۸۳      | ۲٫۰۳ متر (۶ فوت ۸ اینچ)  | ۱۰۱ کیلوگرم (۲۲۳ پوند) | ۳۴۸ سانتیمتر (۱۳۷ اینچ) | ۳۳۶ سانتیمتر (۱۳۲ اینچ) | لوگانو                 |
| ۹      | داستین اشنایدر    | ۲۷ فوریه ۱۹۸۵   | ۱٫۸۲ متر (۶ فوت ۰ اینچ)  | ۸۲ کیلوگرم (۱۸۱ پوند)  | ۳۲۲ سانتیمتر (۱۲۷ اینچ) | ۲۹۷ سانتیمتر (۱۱۷ اینچ) | زاکسا کیدژیرژن کوژله   |
| ۱۰     | تونچه ون لانکولت  | ۱ ژوئیه ۱۹۸۴    | ۱٫۹۷ متر (۶ فوت ۶ اینچ)  | ۹۱ کیلوگرم (۲۰۱ پوند)  | ۳۴۷ سانتیمتر (۱۳۷ اینچ) | ۳۱۷ سانتیمتر (۱۲۵ اینچ) | لیون                   |
| ۱۲     | گاوین اشمیت       | ۲۷ ژانویه ۱۹۸۶  | ۲٫۰۸ متر (۶ فوت ۱۰ اینچ) | ۱۰۶ کیلوگرم (۲۳۴ پوند) | ۳۷۲ سانتیمتر (۱۴۶ اینچ) | ۳۴۰ سانتیمتر (۱۳۰ اینچ) | آرکاس اسپور            |
| ۱۵     | فردریک وینترز (C) | ۲۵ سپتامبر ۱۹۸۲ | ۱٫۹۵ متر (۶ فوت ۵ اینچ)  | ۹۸ کیلوگرم (۲۱۶ پوند)  | ۳۵۹ سانتیمتر (۱۴۱ اینچ) | ۳۲۷ سانتیمتر (۱۲۹ اینچ) | پکن                    |
| ۱۷     | گراهام ویگراس     | ۱۷ ژوئن ۱۹۸۹    | ۲٫۰۵ متر (۶ فوت ۹ اینچ)  | ۹۷ کیلوگرم (۲۱۴ پوند)  | ۳۵۴ سانتیمتر (۱۳۹ اینچ) | ۳۳۰ سانتیمتر (۱۳۰ اینچ) | آراگو دِست              |
| ۱۸     | نیکلاس هوگ        | ۱۹ اوت ۱۹۹۲     | ۲٫۰۰ متر (۶ فوت ۷ اینچ)  | ۹۱ کیلوگرم (۲۰۱ پوند)  | ۳۴۲ سانتیمتر (۱۳۵ اینچ) | ۳۲۲ سانتیمتر (۱۲۷ اینچ) | تور                    |
| ۲۲     | استیون مارشال     | ۲۳ نوامبر ۱۹۸۹  | ۱٫۸۹ متر (۶ فوت ۲ اینچ)  | ۷۹ کیلوگرم (۱۷۴ پوند)  | ۳۵۰ سانتیمتر (۱۴۰ اینچ) | ۳۲۲ سانتیمتر (۱۲۷ اینچ) | بازیکن آزاد            |

### مصر
فهرست تیم ملی مصر در قهرمانی جهان:
سرمربی: ابراهیم فخرالدین
| شماره. | نام             | تاریخ تولد     | قد                       | وزن                   | اسپک                    | دفاع                    | باشگاه ۲۰۱۴ |
| ------ | --------------- | -------------- | ------------------------ | --------------------- | ----------------------- | ----------------------- | ----------- |
| ۱      | صالح یوسف (C)   | ۲۵ ژوئیه ۱۹۸۲  | ۱٫۹۴ متر (۶ فوت ۴ اینچ)  | ۹۱ کیلوگرم (۲۰۱ پوند) | ۳۴۵ سانتیمتر (۱۳۶ اینچ) | ۳۳۲ سانتیمتر (۱۳۱ اینچ) | زمالک       |
| ۲      | اسلام عبدالقادر | ۹ فوریه ۱۹۹۴   | ۱٫۹۴ متر (۶ فوت ۴ اینچ)  | ۸۵ کیلوگرم (۱۸۷ پوند) | ۳۱۹ سانتیمتر (۱۲۶ اینچ) | ۳۱۰ سانتیمتر (۱۲۰ اینچ) | الجیش       |
| ۳      | احمد ال سعید    | ۱۴ ژانویه ۱۹۹۱ | ۱٫۸۴ متر (۶ فوت ۰ اینچ)  | ۸۴ کیلوگرم (۱۸۵ پوند) | ۳۲۵ سانتیمتر (۱۲۸ اینچ) | ۳۱۲ سانتیمتر (۱۲۳ اینچ) | زمالک       |
| ۴      | احمد عبدالحی    | ۱۹ اوت ۱۹۸۴    | ۱٫۹۷ متر (۶ فوت ۶ اینچ)  | ۸۷ کیلوگرم (۱۹۲ پوند) | ۳۴۲ سانتیمتر (۱۳۵ اینچ) | ۳۱۶ سانتیمتر (۱۲۴ اینچ) | الاهلی      |
| ۶      | ممدوح عبدالرحیم | ۵ اوت ۱۹۸۹     | ۲٫۰۷ متر (۶ فوت ۹ اینچ)  | ۹۰ کیلوگرم (۲۰۰ پوند) | ۳۳۸ سانتیمتر (۱۳۳ اینچ) | ۳۲۵ سانتیمتر (۱۲۸ اینچ) | الاهلی      |
| ۸      | محمد تکیل       | ۱۲ ژوئیه ۱۹۸۶  | ۱٫۸۴ متر (۶ فوت ۰ اینچ)  | ۷۱ کیلوگرم (۱۵۷ پوند) | ۳۲۶ سانتیمتر (۱۲۸ اینچ) | ۳۱۵ سانتیمتر (۱۲۴ اینچ) | الاهلی      |
| ۹      | رشاد آتیا       | ۲ سپتامبر ۱۹۸۶ | ۲٫۰۱ متر (۶ فوت ۷ اینچ)  | ۹۱ کیلوگرم (۲۰۱ پوند) | ۳۴۸ سانتیمتر (۱۳۷ اینچ) | ۳۴۲ سانتیمتر (۱۳۵ اینچ) | زمالک       |
| ۱۲     | حسام عبدالله    | ۱۶ فوریه ۱۹۸۸  | ۲٫۰۳ متر (۶ فوت ۸ اینچ)  | ۹۷ کیلوگرم (۲۱۴ پوند) | ۳۴۳ سانتیمتر (۱۳۵ اینچ) | ۳۲۱ سانتیمتر (۱۲۶ اینچ) | الاهلی      |
| ۱۳     | محمد بداوی      | ۱۱ ژانویه ۱۹۸۶ | ۱٫۹۷ متر (۶ فوت ۶ اینچ)  | ۹۷ کیلوگرم (۲۱۴ پوند) | ۳۵۱ سانتیمتر (۱۳۸ اینچ) | ۳۴۳ سانتیمتر (۱۳۵ اینچ) | زمالک       |
| ۱۵     | احمد الکتب      | ۲۳ ژوئیه ۱۹۹۱  | ۱٫۹۷ متر (۶ فوت ۶ اینچ)  | ۸۰ کیلوگرم (۱۸۰ پوند) | ۳۲۸ سانتیمتر (۱۲۹ اینچ) | ۳۱۸ سانتیمتر (۱۲۵ اینچ) | الاهلی      |
| ۱۹     | محمد معوض       | ۲۶ اوت ۱۹۸۷    | ۱٫۹۴ متر (۶ فوت ۴ اینچ)  | ۹۰ کیلوگرم (۲۰۰ پوند) | ۳۲۱ سانتیمتر (۱۲۶ اینچ) | ۳۱۰ سانتیمتر (۱۲۰ اینچ) | الاهلی      |
| ۲۰     | عبد الحلیم      | ۳ ژوئن ۱۹۸۹    | ۲٫۱۰ متر (۶ فوت ۱۱ اینچ) | ۸۸ کیلوگرم (۱۹۴ پوند) | ۲۸۵ سانتیمتر (۱۱۲ اینچ) | ۲۷۰ سانتیمتر (۱۱۰ اینچ) | الاهلی      |

### چین
فهرست تیم ملی چین در قهرمانی جهان:
سرمربی: جی گوچن
| شماره. | نام            | تاریخ تولد      | قد                       | وزن                   | اسپک                    | دفاع                    | باشگاه ۲۰۱۴ |
| ------ | -------------- | --------------- | ------------------------ | --------------------- | ----------------------- | ----------------------- | ----------- |
| ۱      | چن لانگ‌های     | ۲۹ مارس ۱۹۹۱    | ۲٫۰۱ متر (۶ فوت ۷ اینچ)  | ۸۵ کیلوگرم (۱۸۷ پوند) | ۳۵۱ سانتیمتر (۱۳۸ اینچ) | ۳۴۰ سانتیمتر (۱۳۰ اینچ) | شانگهای     |
| ۳      | یوان ژی        | ۲۹ سپتامبر ۱۹۸۱ | ۱٫۹۵ متر (۶ فوت ۵ اینچ)  | ۸۸ کیلوگرم (۱۹۴ پوند) | ۳۴۸ سانتیمتر (۱۳۷ اینچ) | ۳۳۴ سانتیمتر (۱۳۱ اینچ) | لیائونینگ   |
| ۶      | لیانگ چون‌لانگ  | ۲۵ مارس ۱۹۸۸    | ۲٫۰۶ متر (۶ فوت ۹ اینچ)  | ۹۱ کیلوگرم (۲۰۱ پوند) | ۳۵۱ سانتیمتر (۱۳۸ اینچ) | ۳۳۳ سانتیمتر (۱۳۱ اینچ) | لیائونینگ   |
| ۷      | ژونگ ویجون (C) | ۲۰ آوریل ۱۹۸۹   | ۱٫۹۹ متر (۶ فوت ۶ اینچ)  | ۸۰ کیلوگرم (۱۸۰ پوند) | ۳۴۷ سانتیمتر (۱۳۷ اینچ) | ۳۳۵ سانتیمتر (۱۳۲ اینچ) | بایی        |
| ۸      | کویی جیانجون   | ۱ اوت ۱۹۸۵      | ۱٫۹۰ متر (۶ فوت ۳ اینچ)  | ۸۹ کیلوگرم (۱۹۶ پوند) | ۳۵۰ سانتیمتر (۱۴۰ اینچ) | ۳۳۵ سانتیمتر (۱۳۲ اینچ) | هنان        |
| ۹      | جایو شوای      | ۲۸ ژانویه ۱۹۸۴  | ۱٫۹۴ متر (۶ فوت ۴ اینچ)  | ۷۶ کیلوگرم (۱۶۸ پوند) | ۳۵۰ سانتیمتر (۱۴۰ اینچ) | ۳۴۱ سانتیمتر (۱۳۴ اینچ) | هنان        |
| ۱۱     | گنگ شین        | ۱۵ نوامبر ۱۹۸۹  | ۲٫۰۸ متر (۶ فوت ۱۰ اینچ) | ۸۰ کیلوگرم (۱۸۰ پوند) | ۳۴۸ سانتیمتر (۱۳۷ اینچ) | ۳۳۸ سانتیمتر (۱۳۳ اینچ) | شاندونگ     |
| ۱۲     | کونگ فن‌وی      | ۴ دسامبر ۱۹۸۹   | ۱٫۷۶ متر (۵ فوت ۹ اینچ)  | ۸۰ کیلوگرم (۱۸۰ پوند) | ۳۲۰ سانتیمتر (۱۳۰ اینچ) | ۳۰۵ سانتیمتر (۱۲۰ اینچ) | لیائونینگ   |
| ۱۳     | کو ژیشاو       | ۲۶ ژوئن ۱۹۸۹    | ۲٫۰۲ متر (۶ فوت ۸ اینچ)  | ۹۵ کیلوگرم (۲۰۹ پوند) | ۳۵۵ سانتیمتر (۱۴۰ اینچ) | ۳۴۵ سانتیمتر (۱۳۶ اینچ) | شاندونگ     |
| ۱۴     | کو جینگتائو    | ۷ ژوئیه ۱۹۸۸    | ۲٫۰۲ متر (۶ فوت ۸ اینچ)  | ۷۶ کیلوگرم (۱۶۸ پوند) | ۳۵۶ سانتیمتر (۱۴۰ اینچ) | ۳۲۰ سانتیمتر (۱۳۰ اینچ) | بایی        |
| ۱۵     | لی رانمینگ     | ۱ مارس ۱۹۹۰     | ۱٫۹۸ متر (۶ فوت ۶ اینچ)  | ۹۰ کیلوگرم (۲۰۰ پوند) | ۳۵۰ سانتیمتر (۱۴۰ اینچ) | ۳۲۶ سانتیمتر (۱۲۸ اینچ) | شاندونگ     |
| ۱۶     | رن چی          | ۲۴ فوریه ۱۹۸۴   | ۱٫۷۴ متر (۵ فوت ۹ اینچ)  | ۷۰ کیلوگرم (۱۵۰ پوند) | ۳۲۲ سانتیمتر (۱۲۷ اینچ) | ۳۱۲ سانتیمتر (۱۲۳ اینچ) | شانگهای     |
| ۱۸     | جی داشوآی      | ۷ فوریه ۱۹۹۲    | ۱٫۹۵ متر (۶ فوت ۵ اینچ)  | ۷۵ کیلوگرم (۱۶۵ پوند) | ۳۵۵ سانتیمتر (۱۴۰ اینچ) | ۳۳۵ سانتیمتر (۱۳۲ اینچ) | شاندونگ     |
| ۱۹     | فنگ ینگچوا     | ۳ اوت ۱۹۸۲      | ۱٫۹۸ متر (۶ فوت ۶ اینچ)  | ۷۹ کیلوگرم (۱۷۴ پوند) | ۳۶۰ سانتیمتر (۱۴۰ اینچ) | ۳۵۰ سانتیمتر (۱۴۰ اینچ) | شانگهای     |

### مکزیک
فهرست تیم ملی مکزیک در قهرمانی جهان:
سرمربی: سرجیو هرناندز
| شماره. | نام               | تاریخ تولد      | قد                      | وزن                   | اسپک                    | دفاع                    | باشگاه ۲۰۱۴ |
| ------ | ----------------- | --------------- | ----------------------- | --------------------- | ----------------------- | ----------------------- | ----------- |
| ۱      | دانیل وارگاس      | ۱ سپتامبر ۱۹۸۶  | ۱٫۹۹ متر (۶ فوت ۶ اینچ) | ۸۵ کیلوگرم (۱۸۷ پوند) | ۳۴۰ سانتیمتر (۱۳۰ اینچ) | ۳۳۰ سانتیمتر (۱۳۰ اینچ) | پوماس اونام |
| ۴      | گوستاوو مایر      | ۳ اکتبر ۱۹۷۹    | ۱٫۹۳ متر (۶ فوت ۴ اینچ) | ۸۴ کیلوگرم (۱۸۵ پوند) | ۳۴۰ سانتیمتر (۱۳۰ اینچ) | ۳۳۰ سانتیمتر (۱۳۰ اینچ) | پوماس اونام |
| ۵      | خسوس رانگل        | ۲۰ سپتامبر ۱۹۸۰ | ۱٫۹۳ متر (۶ فوت ۴ اینچ) | ۸۲ کیلوگرم (۱۸۱ پوند) | ۳۳۷ سانتیمتر (۱۳۳ اینچ) | ۳۳۰ سانتیمتر (۱۳۰ اینچ) | هالکونس     |
| ۷      | خورخه کینیونس     | ۱۳ نوامبر ۱۹۸۱  | ۱٫۸۶ متر (۶ فوت ۱ اینچ) | ۸۰ کیلوگرم (۱۸۰ پوند) | ۳۳۰ سانتیمتر (۱۳۰ اینچ) | ۳۲۵ سانتیمتر (۱۲۸ اینچ) | گوانجواتو   |
| ۸      | ادگار هررا        | ۲۲ ژانویه ۱۹۸۸  | ۱٫۹۴ متر (۶ فوت ۴ اینچ) | ۷۵ کیلوگرم (۱۶۵ پوند) | ۳۳۰ سانتیمتر (۱۳۰ اینچ) | ۳۲۰ سانتیمتر (۱۳۰ اینچ) | کولیما      |
| ۹      | کارلوس گوئرا (C)  | ۳ اوت ۱۹۸۱      | ۱٫۹۶ متر (۶ فوت ۵ اینچ) | ۹۵ کیلوگرم (۲۰۹ پوند) | ۳۳۹ سانتیمتر (۱۳۳ اینچ) | ۳۳۰ سانتیمتر (۱۳۰ اینچ) | شنوا ژنو    |
| ۱۰     | پدرو رانگل        | ۱۶ سپتامبر ۱۹۸۸ | ۱٫۹۴ متر (۶ فوت ۴ اینچ) | ۷۸ کیلوگرم (۱۷۲ پوند) | ۳۴۰ سانتیمتر (۱۳۰ اینچ) | ۳۲۴ سانتیمتر (۱۲۸ اینچ) | مورس        |
| ۱۱     | خورخه باراخاس     | ۷ مه ۱۹۹۱       | ۱٫۸۷ متر (۶ فوت ۲ اینچ) | ۸۰ کیلوگرم (۱۸۰ پوند) | ۳۲۰ سانتیمتر (۱۳۰ اینچ) | ۳۱۷ سانتیمتر (۱۲۵ اینچ) | تیگرس       |
| ۱۳     | ساموئل کوردووا    | ۱۳ مارس ۱۹۸۹    | ۲٫۰۰ متر (۶ فوت ۷ اینچ) | ۸۹ کیلوگرم (۱۹۶ پوند) | ۳۵۳ سانتیمتر (۱۳۹ اینچ) | ۳۳۵ سانتیمتر (۱۳۲ اینچ) | کولیما      |
| ۱۴     | توماس آگوئیلرا    | ۱۵ نوامبر ۱۹۸۸  | ۲٫۰۲ متر (۶ فوت ۸ اینچ) | ۹۵ کیلوگرم (۲۰۹ پوند) | ۳۵۰ سانتیمتر (۱۴۰ اینچ) | ۳۴۰ سانتیمتر (۱۳۰ اینچ) | چیهواهوا    |
| ۱۵     | مارتین پتریس      | ۲۳ ژوئیه ۱۹۹۰   | ۱٫۹۵ متر (۶ فوت ۵ اینچ) | ۸۰ کیلوگرم (۱۸۰ پوند) | ۳۳۷ سانتیمتر (۱۳۳ اینچ) | ۳۲۲ سانتیمتر (۱۲۷ اینچ) | هالکونس     |
| ۱۶     | خسوس آلبرتو پرالس | ۲۲ دسامبر ۱۹۹۳  | ۲٫۰۰ متر (۶ فوت ۷ اینچ) | ۸۶ کیلوگرم (۱۹۰ پوند) | ۳۲۸ سانتیمتر (۱۲۹ اینچ) | ۳۰۴ سانتیمتر (۱۲۰ اینچ) | هالکونس     |
| ۱۷     | نستور اورلانا     | ۷ ژانویه ۱۹۹۲   | ۱٫۹۰ متر (۶ فوت ۳ اینچ) | ۸۴ کیلوگرم (۱۸۵ پوند) | ۳۳۲ سانتیمتر (۱۳۱ اینچ) | ۳۲۷ سانتیمتر (۱۲۹ اینچ) | تیگرس       |
| ۲۰     | خولیان دوآرته     | ۱۶ ژوئن ۱۹۹۴    | ۲٫۰۰ متر (۶ فوت ۷ اینچ) | ۷۹ کیلوگرم (۱۷۴ پوند) | ۳۲۱ سانتیمتر (۱۲۶ اینچ) | ۳۰۲ سانتیمتر (۱۱۹ اینچ) | سونورا      |

## گلدان D

### ایتالیا
فهرست تیم ملی ایتالیا در قهرمانی جهان:
سرمربی: مائورو بروتو
| شماره | نام                 | تاریخ تولد      | قد                       | وزن                    | اسپک                    | دفاع                    | باشگاه ۲۰۱۴        |
| ----- | ------------------- | --------------- | ------------------------ | ---------------------- | ----------------------- | ----------------------- | ------------------ |
| ۲     | جیری کوار           | ۱۰ آوریل ۱۹۸۹   | ۲٫۰۲ متر (۶ فوت ۸ اینچ)  | ۹۵ کیلوگرم (۲۰۹ پوند)  | ۳۵۳ سانتیمتر (۱۳۹ اینچ) | ۳۳۰ سانتیمتر (۱۳۰ اینچ) | لوبه بانکا ماچراتا |
| ۳     | سیمونه پارودی       | ۱۶ ژوئن ۱۹۸۶    | ۱٫۹۶ متر (۶ فوت ۵ اینچ)  | ۸۲ کیلوگرم (۱۸۱ پوند)  | ۳۵۰ سانتیمتر (۱۴۰ اینچ) | ۳۳۵ سانتیمتر (۱۳۲ اینچ) | لوبه بانکا ماچراتا |
| ۴     | لوکا وتوری          | ۲۶ آوریل ۱۹۹۱   | ۲٫۰۰ متر (۶ فوت ۷ اینچ)  | ۹۵ کیلوگرم (۲۰۹ پوند)  | ۳۴۵ سانتیمتر (۱۳۶ اینچ) | ۳۲۳ سانتیمتر (۱۲۷ اینچ) | مودنا              |
| ۷     | سالواتوره روسینی    | ۱۳ ژوئیه ۱۹۸۶   | ۱٫۸۵ متر (۶ فوت ۱ اینچ)  | ۸۲ کیلوگرم (۱۸۱ پوند)  | ۳۱۲ سانتیمتر (۱۲۳ اینچ) | ۳۰۱ سانتیمتر (۱۱۹ اینچ) | مودنا              |
| ۹     | ایوان زایتسف        | ۲ اکتبر ۱۹۸۸    | ۲٫۰۲ متر (۶ فوت ۸ اینچ)  | ۹۲ کیلوگرم (۲۰۳ پوند)  | ۳۵۵ سانتیمتر (۱۴۰ اینچ) | ۳۴۸ سانتیمتر (۱۳۷ اینچ) | لوبه بانکا ماچراتا |
| ۱۰    | فیلیپو لانزا        | ۳ مارس ۱۹۹۱     | ۱٫۹۸ متر (۶ فوت ۶ اینچ)  | ۹۸ کیلوگرم (۲۱۶ پوند)  | ۳۵۰ سانتیمتر (۱۴۰ اینچ) | ۳۳۰ سانتیمتر (۱۳۰ اینچ) | ترنتینو            |
| ۱۱    | سیمونه بوتی         | ۱۹ سپتامبر ۱۹۸۳ | ۲٫۰۶ متر (۶ فوت ۹ اینچ)  | ۱۰۰ کیلوگرم (۲۲۰ پوند) | ۳۴۶ سانتیمتر (۱۳۶ اینچ) | ۳۲۸ سانتیمتر (۱۲۹ اینچ) | سر سافتی پروجا     |
| ۱۳    | دراگان تراویکا      | ۲۸ اوت ۱۹۸۶     | ۲٫۰۰ متر (۶ فوت ۷ اینچ)  | ۹۴ کیلوگرم (۲۰۷ پوند)  | ۳۳۵ سانتیمتر (۱۳۲ اینچ) | ۳۲۰ سانتیمتر (۱۳۰ اینچ) | بلوگوری بلگورود    |
| ۱۴    | متئو پیانو          | ۲۴ اکتبر ۱۹۹۰   | ۲٫۰۸ متر (۶ فوت ۱۰ اینچ) | ۱۰۲ کیلوگرم (۲۲۵ پوند) | ۳۵۲ سانتیمتر (۱۳۹ اینچ) | ۳۲۵ سانتیمتر (۱۲۸ اینچ) | مودنا              |
| ۱۵    | امانوئل بیرارلی (C) | ۸ فوریه ۱۹۸۱    | ۲٫۰۲ متر (۶ فوت ۸ اینچ)  | ۹۵ کیلوگرم (۲۰۹ پوند)  | ۳۴۰ سانتیمتر (۱۳۰ اینچ) | ۳۱۶ سانتیمتر (۱۲۴ اینچ) | ترنتینو            |
| ۱۶    | میشل بارانوویچ      | ۵ اوت ۱۹۸۹      | ۱٫۹۶ متر (۶ فوت ۵ اینچ)  | ۹۳ کیلوگرم (۲۰۵ پوند)  | ۳۵۰ سانتیمتر (۱۴۰ اینچ) | ۳۲۸ سانتیمتر (۱۲۹ اینچ) | لوبه بانکا ماچراتا |
| ۱۸    | جولیو سابی          | ۱۰ اوت ۱۹۸۹     | ۲٫۰۱ متر (۶ فوت ۷ اینچ)  | ۹۲ کیلوگرم (۲۰۳ پوند)  | ۳۵۲ سانتیمتر (۱۳۹ اینچ) | ۳۲۵ سانتیمتر (۱۲۸ اینچ) | لوبه بانکا ماچراتا |
| ۱۹    | سیمونه آنزانی       | ۲۴ فوریه ۱۹۹۲   | ۲٫۰۴ متر (۶ فوت ۸ اینچ)  | ۱۰۰ کیلوگرم (۲۲۰ پوند) | ۳۵۰ سانتیمتر (۱۴۰ اینچ) | ۳۳۰ سانتیمتر (۱۳۰ اینچ) | ورونا              |
| ۲۰    | ماسیمو کولاچی       | ۲۱ فوریه ۱۹۸۵   | ۱٫۸۰ متر (۵ فوت ۱۱ اینچ) | ۷۵ کیلوگرم (۱۶۵ پوند)  | ۳۲۴ سانتیمتر (۱۲۸ اینچ) | ۳۰۸ سانتیمتر (۱۲۱ اینچ) | ترنتینو            |

### ایالات متحده آمریکا
فهرست تیم ملی آمریکا در قهرمانی جهان:
سرمربی: جان اسپراو
| شماره | نام            | تاریخ تولد     | قد                       | وزن                    | اسپک                    | دفاع                    | باشگاه ۲۰۱۴         |
| ----- | -------------- | -------------- | ------------------------ | ---------------------- | ----------------------- | ----------------------- | ------------------- |
| ۱     | مت اندرسون     | ۱۸ آوریل ۱۹۸۷  | ۲٫۰۲ متر (۶ فوت ۸ اینچ)  | ۱۰۰ کیلوگرم (۲۲۰ پوند) | ۳۶۰ سانتیمتر (۱۴۰ اینچ) | ۳۳۲ سانتیمتر (۱۳۱ اینچ) | زنیت کازان          |
| ۳     | تیلور ساندر    | ۱۷ مارس ۱۹۹۲   | ۱٫۹۶ متر (۶ فوت ۵ اینچ)  | ۸۰ کیلوگرم (۱۸۰ پوند)  | ۳۴۵ سانتیمتر (۱۳۶ اینچ) | ۳۲۰ سانتیمتر (۱۳۰ اینچ) | بی وای یو کوگرس     |
| ۴     | دیوید لی (C)   | ۸ مارس ۱۹۸۲    | ۲٫۰۳ متر (۶ فوت ۸ اینچ)  | ۱۰۵ کیلوگرم (۲۳۱ پوند) | ۳۵۰ سانتیمتر (۱۴۰ اینچ) | ۳۲۵ سانتیمتر (۱۲۸ اینچ) | شانگهای             |
| ۶     | پائول لوتمن    | ۳ نوامبر ۱۹۸۵  | ۲٫۰۰ متر (۶ فوت ۷ اینچ)  | ۱۰۲ کیلوگرم (۲۲۵ پوند) | ۳۳۶ سانتیمتر (۱۳۲ اینچ) | ۳۱۲ سانتیمتر (۱۲۳ اینچ) | آسیکو رسوویا ژشوف   |
| ۷     | کاویکا شوجی    | ۱۱ نوامبر ۱۹۸۷ | ۱٫۹۰ متر (۶ فوت ۳ اینچ)  | ۷۹ کیلوگرم (۱۷۴ پوند)  | ۳۳۱ سانتیمتر (۱۳۰ اینچ) | ۳۱۵ سانتیمتر (۱۲۴ اینچ) | شارلوتنبرگ برلین    |
| ۱۰    | آنتونیو چیارلی | ۱۳ آوریل ۱۹۹۰  | ۱٫۸۳ متر (۶ فوت ۰ اینچ)  | ۹۵ کیلوگرم (۲۰۹ پوند)  | ۳۳۵ سانتیمتر (۱۳۲ اینچ) | ۳۰۴ سانتیمتر (۱۲۰ اینچ) | بازیکن آزاد         |
| ۱۱    | میکا کریستنسون | ۸ مه ۱۹۹۳      | ۱٫۹۸ متر (۶ فوت ۶ اینچ)  | ۸۸ کیلوگرم (۱۹۴ پوند)  | ۳۴۹ سانتیمتر (۱۳۷ اینچ) | ۳۴۰ سانتیمتر (۱۳۰ اینچ) | یو.اس.سی تروجان     |
| ۱۵    | کارسون کلارک   | ۲۰ ژانویه ۱۹۸۹ | ۲٫۰۵ متر (۶ فوت ۹ اینچ)  | ۹۳ کیلوگرم (۲۰۵ پوند)  | ۳۶۵ سانتیمتر (۱۴۴ اینچ) | ۳۶۰ سانتیمتر (۱۴۰ اینچ) | ترانفسر بیدگوشچ     |
| ۱۷    | ماکسول هولت    | ۱۲ مارس ۱۹۸۷   | ۲٫۰۵ متر (۶ فوت ۹ اینچ)  | ۹۰ کیلوگرم (۲۰۰ پوند)  | ۳۵۱ سانتیمتر (۱۳۸ اینچ) | ۳۳۳ سانتیمتر (۱۳۱ اینچ) | دینامو مسکو         |
| ۱۸    | گرت ماگوتوتیا  | ۲۶ فوریه ۱۹۸۸  | ۲٫۰۵ متر (۶ فوت ۹ اینچ)  | ۹۲ کیلوگرم (۲۰۳ پوند)  | ۳۵۹ سانتیمتر (۱۴۱ اینچ) | ۳۴۵ سانتیمتر (۱۳۶ اینچ) | کوناک بلدیسی        |
| ۱۹    | آلفردو رفت     | ۱۵ دسامبر ۱۹۸۲ | ۱٫۷۸ متر (۵ فوت ۱۰ اینچ) | ۸۳ کیلوگرم (۱۸۳ پوند)  | ۳۱۹ سانتیمتر (۱۲۶ اینچ) | ۳۰۹ سانتیمتر (۱۲۲ اینچ) | بازیکن آزاد         |
| ۲۰    | دیوید اسمیت    | ۱۵ مه ۱۹۸۵     | ۲٫۰۱ متر (۶ فوت ۷ اینچ)  | ۸۶ کیلوگرم (۱۹۰ پوند)  | ۳۴۸ سانتیمتر (۱۳۷ اینچ) | ۳۱۴ سانتیمتر (۱۲۴ اینچ) | تور                 |
| ۲۱    | نیکلاس ووگل    | ۵ فوریه ۱۹۹۰   | ۲٫۰۵ متر (۶ فوت ۹ اینچ)  | ۹۰ کیلوگرم (۲۰۰ پوند)  | ۳۲۸ سانتیمتر (۱۲۹ اینچ) | ۳۱۰ سانتیمتر (۱۲۰ اینچ) | یوسی الی برونز      |
| ۲۲    | اریک شوجی      | ۲۴ اوت ۱۹۸۹    | ۱٫۸۴ متر (۶ فوت ۰ اینچ)  | ۸۳ کیلوگرم (۱۸۳ پوند)  | ۳۳۰ سانتیمتر (۱۳۰ اینچ) | ۳۲۱ سانتیمتر (۱۲۶ اینچ) | هوپو تیرول اینسبروک |

### ایران
فهرست تیم ملی ایران در قهرمانی جهان:
سرمربی:  اسلوبودان کواچ
| شماره | نام               | تاریخ تولد     | قد                      | وزن                   | اسپک                    | دفاع                    | باشگاه ۲۰۱۴       |
| ----- | ----------------- | -------------- | ----------------------- | --------------------- | ----------------------- | ----------------------- | ----------------- |
| ۱     | شهرام محمودی      | ۲۰ ژوئیه ۱۹۸۸  | ۱٫۹۸ متر (۶ فوت ۶ اینچ) | ۹۵ کیلوگرم (۲۰۹ پوند) | ۳۴۷ سانتیمتر (۱۳۷ اینچ) | ۳۳۲ سانتیمتر (۱۳۱ اینچ) | متین ورامین       |
| ۲     | میلاد عبادی‌پور    | ۱۷ اکتبر ۱۹۹۳  | ۲٫۰۲ متر (۶ فوت ۸ اینچ) | ۷۸ کیلوگرم (۱۷۲ پوند) | ۳۵۰ سانتیمتر (۱۴۰ اینچ) | ۳۱۰ سانتیمتر (۱۲۰ اینچ) | کاله مازندران     |
| ۳     | سامان فائزی       | ۲۳ اوت ۱۹۹۱    | ۲٫۰۴ متر (۶ فوت ۸ اینچ) | ۸۷ کیلوگرم (۱۹۲ پوند) | ۳۴۳ سانتیمتر (۱۳۵ اینچ) | ۳۳۵ سانتیمتر (۱۳۲ اینچ) | پیکان تهران       |
| ۴     | سعید معروف (C)    | ۲۰ اکتبر ۱۹۸۵  | ۱٫۸۹ متر (۶ فوت ۲ اینچ) | ۸۱ کیلوگرم (۱۷۹ پوند) | ۳۳۱ سانتیمتر (۱۳۰ اینچ) | ۳۱۱ سانتیمتر (۱۲۲ اینچ) | متین ورامین       |
| ۵     | فرهاد قائمی       | ۲۸ اوت ۱۹۸۹    | ۱٫۹۷ متر (۶ فوت ۶ اینچ) | ۷۳ کیلوگرم (۱۶۱ پوند) | ۳۵۵ سانتیمتر (۱۴۰ اینچ) | ۳۳۵ سانتیمتر (۱۳۲ اینچ) | باریج اسانس کاشان |
| ۶     | محمد موسوی عراقی  | ۲۲ اوت ۱۹۸۷    | ۲٫۰۳ متر (۶ فوت ۸ اینچ) | ۸۶ کیلوگرم (۱۹۰ پوند) | ۳۶۲ سانتیمتر (۱۴۳ اینچ) | ۳۴۴ سانتیمتر (۱۳۵ اینچ) | متین ورامین       |
| ۷     | پوریا فیاضی       | ۱۲ ژانویه ۱۹۹۳ | ۱٫۹۴ متر (۶ فوت ۴ اینچ) | ۸۷ کیلوگرم (۱۹۲ پوند) | ۳۴۸ سانتیمتر (۱۳۷ اینچ) | ۳۲۶ سانتیمتر (۱۲۸ اینچ) | شهرداری ارومیه    |
| ۸     | فرهاد ظریف        | ۳ مارس ۱۹۸۳    | ۱٫۶۵ متر (۵ فوت ۵ اینچ) | ۶۰ کیلوگرم (۱۳۰ پوند) | ۲۹۰ سانتیمتر (۱۱۰ اینچ) | ۲۷۱ سانتیمتر (۱۰۷ اینچ) | کاله مازندران     |
| ۹     | عادل غلامی        | ۹ فوریه ۱۹۸۶   | ۱٫۹۵ متر (۶ فوت ۵ اینچ) | ۸۸ کیلوگرم (۱۹۴ پوند) | ۳۴۱ سانتیمتر (۱۳۴ اینچ) | ۳۳۰ سانتیمتر (۱۳۰ اینچ) | کاله مازندران     |
| ۱۰    | امیر غفور         | ۶ ژوئن ۱۹۹۱    | ۲٫۰۲ متر (۶ فوت ۸ اینچ) | ۹۰ کیلوگرم (۲۰۰ پوند) | ۳۵۴ سانتیمتر (۱۳۹ اینچ) | ۳۳۴ سانتیمتر (۱۳۱ اینچ) | باریج اسانس کاشان |
| ۱۲    | مجتبی میرزاجانپور | ۷ اکتبر ۱۹۹۱   | ۱٫۹۵ متر (۶ فوت ۵ اینچ) | ۸۸ کیلوگرم (۱۹۴ پوند) | ۳۲۵ سانتیمتر (۱۲۸ اینچ) | ۳۱۵ سانتیمتر (۱۲۴ اینچ) | متین ورامین       |
| ۱۳    | مهدی مهدوی        | ۱۳ فوریه ۱۹۸۴  | ۱٫۹۱ متر (۶ فوت ۳ اینچ) | ۹۶ کیلوگرم (۲۱۲ پوند) | ۳۳۰ سانتیمتر (۱۳۰ اینچ) | ۳۱۰ سانتیمتر (۱۲۰ اینچ) | باریج اسانس کاشان |
| ۱۵    | آرمین تشکری       | ۸ دسامبر ۱۹۸۶  | ۲٫۰۰ متر (۶ فوت ۷ اینچ) | ۹۴ کیلوگرم (۲۰۷ پوند) | ۳۵۵ سانتیمتر (۱۴۰ اینچ) | ۳۳۵ سانتیمتر (۱۳۲ اینچ) | باریج اسانس کاشان |
| ۱۶    | عبدالرضا علیزاده  | ۱۹ فوریه ۱۹۸۷  | ۱٫۸۳ متر (۶ فوت ۰ اینچ) | ۸۰ کیلوگرم (۱۸۰ پوند) | ۲۷۲ سانتیمتر (۱۰۷ اینچ) | ۲۵۲ سانتیمتر (۹۹ اینچ)  | شهرداری ارومیه    |

### فرانسه
فهرست تیم ملی فرانسه در قهرمانی جهان:
سرمربی: لوران تیلیه
| شماره | نام                 | تاریخ تولد      | قد                       | وزن                    | اسپک                    | دفاع                    | باشگاه ۲۰۱۴            |
| ----- | ------------------- | --------------- | ------------------------ | ---------------------- | ----------------------- | ----------------------- | ---------------------- |
| ۱     | ژوناس آگنیر         | ۲۸ آوریل ۱۹۹۲   | ۲٫۰۰ متر (۶ فوت ۷ اینچ)  | ۹۷ کیلوگرم (۲۱۴ پوند)  | ۳۴۰ سانتیمتر (۱۳۰ اینچ) | ۳۱۰ سانتیمتر (۱۲۰ اینچ) | آ.اس. کن               |
| ۲     | جنیا گربنیکوف       | ۱۳ اوت ۱۹۹۰     | ۱٫۸۸ متر (۶ فوت ۲ اینچ)  | ۷۴ کیلوگرم (۱۶۳ پوند)  | ۳۴۵ سانتیمتر (۱۳۶ اینچ) | ۳۳۰ سانتیمتر (۱۳۰ اینچ) | اشتوتگارت فریدریشسهافن |
| ۴     | آنتونین روزیر       | ۱۸ اوت ۱۹۸۶     | ۲٫۰۱ متر (۶ فوت ۷ اینچ)  | ۱۰۰ کیلوگرم (۲۲۰ پوند) | ۳۵۰ سانتیمتر (۱۴۰ اینچ) | ۳۳۰ سانتیمتر (۱۳۰ اینچ) | زراعت بانک آنکارا      |
| ۶     | بنجامین تونیوتی (C) | ۳۰ اکتبر ۱۹۸۹   | ۱٫۸۳ متر (۶ فوت ۰ اینچ)  | ۷۴ کیلوگرم (۱۶۳ پوند)  | ۳۲۰ سانتیمتر (۱۳۰ اینچ) | ۳۰۰ سانتیمتر (۱۲۰ اینچ) | راونا                  |
| ۷     | کوین تیلیه          | ۲ نوامبر ۱۹۹۰   | ۱٫۹۸ متر (۶ فوت ۶ اینچ)  | ۸۳ کیلوگرم (۱۸۳ پوند)  | ۳۴۵ سانتیمتر (۱۳۶ اینچ) | ۳۲۵ سانتیمتر (۱۲۸ اینچ) | آرکاس اسپور            |
| ۹     | اروین انگاپت        | ۱۲ فوریه ۱۹۹۱   | ۱٫۹۴ متر (۶ فوت ۴ اینچ)  | ۹۳ کیلوگرم (۲۰۵ پوند)  | ۳۵۸ سانتیمتر (۱۴۱ اینچ) | ۳۲۷ سانتیمتر (۱۲۹ اینچ) | مودنا                  |
| ۱۰    | کوین لو رو          | ۱۱ مه ۱۹۸۹      | ۲٫۰۹ متر (۶ فوت ۱۰ اینچ) | ۹۵ کیلوگرم (۲۰۹ پوند)  | ۳۶۵ سانتیمتر (۱۴۴ اینچ) | ۳۴۰ سانتیمتر (۱۳۰ اینچ) | پیاچنزا                |
| ۱۴    | نیکولا لوگوف        | ۱۵ فوریه ۱۹۹۲   | ۲٫۰۴ متر (۶ فوت ۸ اینچ)  | ۹۷ کیلوگرم (۲۱۴ پوند)  | ۳۴۶ سانتیمتر (۱۳۶ اینچ) | ۳۱۷ سانتیمتر (۱۲۵ اینچ) | مونپلیه                |
| ۱۵    | ساموئل تویا         | ۲۴ ژوئیه ۱۹۸۶   | ۱٫۹۵ متر (۶ فوت ۵ اینچ)  | ۹۵ کیلوگرم (۲۰۹ پوند)  | ۳۴۵ سانتیمتر (۱۳۶ اینچ) | ۳۲۵ سانتیمتر (۱۲۸ اینچ) | گالاتاسرای             |
| ۱۶    | نیکولاس مارشال      | ۴ مارس ۱۹۸۷     | ۱٫۹۸ متر (۶ فوت ۶ اینچ)  | ۸۳ کیلوگرم (۱۸۳ پوند)  | ۳۳۸ سانتیمتر (۱۳۳ اینچ) | ۳۲۷ سانتیمتر (۱۲۹ اینچ) | یازچمبسکی ونگل         |
| ۱۷    | فرانک لافیت         | ۸ مارس ۱۹۸۹     | ۲٫۰۳ متر (۶ فوت ۸ اینچ)  | ۹۵ کیلوگرم (۲۰۹ پوند)  | ۳۵۰ سانتیمتر (۱۴۰ اینچ) | ۳۳۰ سانتیمتر (۱۳۰ اینچ) | مونپلیه                |
| ۱۸    | یوان ژومل           | ۱۶ سپتامبر ۱۹۸۷ | ۱٫۸۱ متر (۵ فوت ۱۱ اینچ) | ۷۷ کیلوگرم (۱۷۰ پوند)  | ۳۲۰ سانتیمتر (۱۳۰ اینچ) | ۳۰۳ سانتیمتر (۱۱۹ اینچ) | آژاکسیو                |
| ۱۹    | نیکولاس روسا        | ۲۳ مه ۱۹۹۰      | ۱٫۸۳ متر (۶ فوت ۰ اینچ)  | ۶۵ کیلوگرم (۱۴۳ پوند)  | ۳۱۵ سانتیمتر (۱۲۴ اینچ) | ۳۰۵ سانتیمتر (۱۲۰ اینچ) | آراگو دِست              |
| ۲۱    | موری سیدیبه         | ۱۷ ژوئن ۱۹۸۷    | ۱٫۹۳ متر (۶ فوت ۴ اینچ)  | ۹۲ کیلوگرم (۲۰۳ پوند)  | ۳۶۷ سانتیمتر (۱۴۴ اینچ) | ۳۳۰ سانتیمتر (۱۳۰ اینچ) | پاریس                  |

### پورتوریکو
فهرست تیم ملی پورتوریکو در قهرمانی جهان:
سرمربی: دیوید آلمن
| شماره | نام               | تاریخ تولد     | قد                      | وزن                   | اسپک                    | دفاع                    | باشگاه ۲۰۱۴      |
| ----- | ----------------- | -------------- | ----------------------- | --------------------- | ----------------------- | ----------------------- | ---------------- |
| 1     | خوزه ریورا        | ۲ ژوئیه ۱۹۷۷   | ۱٫۹۲ متر (۶ فوت ۴ اینچ) | ۸۵ کیلوگرم (۱۸۷ پوند) | ۳۲۵ سانتیمتر (۱۲۸ اینچ) | ۳۲۰ سانتیمتر (۱۳۰ اینچ) | خیگانتس کارولینا |
| 2     | ادگاردو گواس      | ۲۷ ژانویه ۱۹۸۹ | ۱٫۹۷ متر (۶ فوت ۶ اینچ) | ۹۵ کیلوگرم (۲۰۹ پوند) | ۳۴۵ سانتیمتر (۱۳۶ اینچ) | ۳۳۰ سانتیمتر (۱۳۰ اینچ) | کاپیتانس آرسیبو  |
| 4     | دنیس دل واله      | ۲۷ ژانویه ۱۹۸۹ | ۱٫۷۵ متر (۵ فوت ۹ اینچ) | ۵۸ کیلوگرم (۱۲۸ پوند) | ۳۰۰ سانتیمتر (۱۲۰ اینچ) | ۲۹۰ سانتیمتر (۱۱۰ اینچ) | متس گواینابو     |
| 5     | روبرتو مونیز      | ۱۱ ژوئن ۱۹۸۰   | ۱٫۹۶ متر (۶ فوت ۵ اینچ) | ۹۲ کیلوگرم (۲۰۳ پوند) | ۳۳۳ سانتیمتر (۱۳۱ اینچ) | ۳۲۶ سانتیمتر (۱۲۸ اینچ) | کاپیتانس آرسیبو  |
| 10    | ازیکویل کروز      | ۱۵ ژوئیه ۱۹۸۶  | ۱٫۹۳ متر (۶ فوت ۴ اینچ) | ۸۸ کیلوگرم (۱۹۴ پوند) | ۳۲۰ سانتیمتر (۱۳۰ اینچ) | ۳۱۰ سانتیمتر (۱۲۰ اینچ) | متس گواینابو     |
| 11    | موریس تورس        | ۶ ژوئیه ۱۹۹۱   | ۱٫۹۲ متر (۶ فوت ۴ اینچ) | ۶۸ کیلوگرم (۱۵۰ پوند) | ۳۰۵ سانتیمتر (۱۲۰ اینچ) | ۲۹۹ سانتیمتر (۱۱۸ اینچ) | بازیکن آزاد      |
| 12    | هکتور سوتو (C)    | ۲۰ ژوئن ۱۹۷۸   | ۱٫۹۷ متر (۶ فوت ۶ اینچ) | ۸۵ کیلوگرم (۱۸۷ پوند) | ۳۴۰ سانتیمتر (۱۳۰ اینچ) | ۳۳۲ سانتیمتر (۱۳۱ اینچ) | متس گواینابو     |
| 14    | مانیکس رومان      | ۱۷ ژانویه ۱۹۸۳ | ۱٫۹۰ متر (۶ فوت ۳ اینچ) | ۸۵ کیلوگرم (۱۸۷ پوند) | ۲۹۵ سانتیمتر (۱۱۶ اینچ) | ۲۸۸ سانتیمتر (۱۱۳ اینچ) | متس گواینابو     |
| 16    | جکسون ریورا       | ۱۹ اوت ۱۹۸۷    | ۱٫۸۶ متر (۶ فوت ۱ اینچ) | ۶۶ کیلوگرم (۱۴۶ پوند) | ۳۶۰ سانتیمتر (۱۴۰ اینچ) | ۳۵۰ سانتیمتر (۱۴۰ اینچ) | متس گواینابو     |
| 17    | پدریتو سیرا       | ۲۱ ژوئیه ۱۹۸۹  | ۱٫۹۶ متر (۶ فوت ۵ اینچ) | ۸۹ کیلوگرم (۱۹۶ پوند) | ۳۰۵ سانتیمتر (۱۲۰ اینچ) | ۲۹۸ سانتیمتر (۱۱۷ اینچ) | فاخاردو          |
| 19    | جین کارلوس اورتیز | ۲۳ فوریه ۱۹۸۸  | ۱٫۹۳ متر (۶ فوت ۴ اینچ) | ۷۷ کیلوگرم (۱۷۰ پوند) | ۲۸۸ سانتیمتر (۱۱۳ اینچ) | ۲۸۱ سانتیمتر (۱۱۱ اینچ) | متس گواینابو     |
| 20    | فرناندو مورالس    | ۴ فوریه ۱۹۸۲   | ۱٫۸۶ متر (۶ فوت ۱ اینچ) | ۶۸ کیلوگرم (۱۵۰ پوند) | ۳۲۵ سانتیمتر (۱۲۸ اینچ) | ۳۱۸ سانتیمتر (۱۲۵ اینچ) | متس گواینابو     |

### بلژیک
فهرست تیم ملی بلژیک در قهرمانی جهان:
سرمربی: دومینیک باینز
| شماره | نام              | تاریخ تولد     | قد                       | وزن                    | اسپک                    | دفاع                    | باشگاه ۲۰۱۴    |
| ----- | ---------------- | -------------- | ------------------------ | ---------------------- | ----------------------- | ----------------------- | -------------- |
| 1     | برام فن دن دریس  | ۱۴ اوت ۱۹۸۹    | ۲٫۰۶ متر (۶ فوت ۹ اینچ)  | ۱۰۰ کیلوگرم (۲۲۰ پوند) | ۳۶۵ سانتیمتر (۱۴۴ اینچ) | ۳۴۴ سانتیمتر (۱۳۵ اینچ) | بووه           |
| 2     | هندریک توئرلینکس | ۱ دسامبر ۱۹۸۷  | ۱٫۹۵ متر (۶ فوت ۵ اینچ)  | ۸۶ کیلوگرم (۱۹۰ پوند)  | ۳۵۵ سانتیمتر (۱۴۰ اینچ) | ۳۳۸ سانتیمتر (۱۳۳ اینچ) | کناک روزلار    |
| 3     | سام درو          | ۲۹ آوریل ۱۹۹۲  | ۲٫۰۲ متر (۶ فوت ۸ اینچ)  | ۱۰۱ کیلوگرم (۲۲۳ پوند) | ۳۶۰ سانتیمتر (۱۴۰ اینچ) | ۳۴۰ سانتیمتر (۱۳۰ اینچ) | مودنا          |
| 4     | پیتر کلمن        | ۲۴ آوریل ۱۹۸۹  | ۲٫۰۰ متر (۶ فوت ۷ اینچ)  | ۹۲ کیلوگرم (۲۰۳ پوند)  | ۳۵۳ سانتیمتر (۱۳۹ اینچ) | ۳۴۶ سانتیمتر (۱۳۶ اینچ) | کناک روزلار    |
| 5     | فرانک دپستل (C)  | ۳ سپتامبر ۱۹۷۷ | ۱٫۹۱ متر (۶ فوت ۳ اینچ)  | ۹۶ کیلوگرم (۲۱۲ پوند)  | ۳۳۵ سانتیمتر (۱۳۲ اینچ) | ۳۳۰ سانتیمتر (۱۳۰ اینچ) | بووه           |
| 7     | خرتیان کلیس      | ۳۰ مارس ۱۹۸۵   | ۱٫۹۰ متر (۶ فوت ۳ اینچ)  | ۸۸ کیلوگرم (۱۹۴ پوند)  | ۳۳۶ سانتیمتر (۱۳۲ اینچ) | ۳۰۷ سانتیمتر (۱۲۱ اینچ) | کناک روزلار    |
| 8     | کوین کلینکنبرگ   | ۴ اکتبر ۱۹۹۰   | ۱٫۹۷ متر (۶ فوت ۶ اینچ)  | ۸۶ کیلوگرم (۱۹۰ پوند)  | ۳۴۲ سانتیمتر (۱۳۵ اینچ) | ۳۲۰ سانتیمتر (۱۳۰ اینچ) | تور            |
| 9     | پیتر ورهیس       | ۸ دسامبر ۱۹۸۹  | ۲٫۰۵ متر (۶ فوت ۹ اینچ)  | ۱۰۷ کیلوگرم (۲۳۶ پوند) | ۳۵۵ سانتیمتر (۱۴۰ اینچ) | ۳۴۲ سانتیمتر (۱۳۵ اینچ) | لاتینا         |
| 10    | سیمون فن‌ده فورد  | ۱۹ دسامبر ۱۹۸۹ | ۲٫۰۸ متر (۶ فوت ۱۰ اینچ) | ۸۵ کیلوگرم (۱۸۷ پوند)  | ۳۴۸ سانتیمتر (۱۳۷ اینچ) | ۳۲۷ سانتیمتر (۱۲۹ اینچ) | یازچمبسکی ونگل |
| 11    | ماتیس فرهانمان   | ۸ دسامبر ۱۹۸۸  | ۱٫۹۸ متر (۶ فوت ۶ اینچ)  | ۹۶ کیلوگرم (۲۱۲ پوند)  | ۳۴۴ سانتیمتر (۱۳۵ اینچ) | ۳۲۰ سانتیمتر (۱۳۰ اینچ) | کناک روزلار    |
| 12    | گرت ون وال       | ۷ اوت ۱۹۸۷     | ۱٫۹۷ متر (۶ فوت ۶ اینچ)  | ۸۷ کیلوگرم (۱۹۲ پوند)  | ۳۵۵ سانتیمتر (۱۴۰ اینچ) | ۳۳۵ سانتیمتر (۱۳۲ اینچ) | چیتا دی کاستلو |
| 14    | برت درکونینگن    | ۱۰ ژوئیه ۱۹۸۲  | ۱٫۸۹ متر (۶ فوت ۲ اینچ)  | ۷۸ کیلوگرم (۱۷۲ پوند)  | ۳۳۰ سانتیمتر (۱۳۰ اینچ) | ۳۲۰ سانتیمتر (۱۳۰ اینچ) | نولیکو مازک    |
| 16    | ماتیاس فالکیرز   | ۸ آوریل ۱۹۹۰   | ۱٫۹۸ متر (۶ فوت ۶ اینچ)  | ۹۲ کیلوگرم (۲۰۳ پوند)  | ۳۲۱ سانتیمتر (۱۲۶ اینچ) | ۳۰۸ سانتیمتر (۱۲۱ اینچ) | نولیکو مازک    |
| 18    | لووی استوئر      | ۲۴ نوامبر ۱۹۹۵ | ۱٫۹۳ متر (۶ فوت ۴ اینچ)  | ۸۱ کیلوگرم (۱۷۹ پوند)  | ۳۶۷ سانتیمتر (۱۴۴ اینچ) | ۳۳۰ سانتیمتر (۱۳۰ اینچ) | کناک روزلار    |